# Ducks d'Anaheim
Pour les articles homonymes, voir Ducks.
Les Ducks d’Anaheim, appelés Mighty Ducks d’Anaheim jusqu'en 2006, sont une franchise professionnelle de hockey sur glace des États-Unis. Ils évoluent dans le championnat principal de hockey d’Amérique du Nord : la Ligue nationale de hockey. Ils font partie de l'association de l’Ouest et de la division Pacifique. Les Mighty Ducks d’Anaheim ont été fondés en 1993, avant de devenir les Ducks d’Anaheim en 2006 à la suite du changement de propriété de la franchise.
Depuis leur arrivée dans la LNH, les Ducks ont été champions de division, en 2006-2007, et ont participé à deux finales de la Coupe Stanley : en 2003 contre les Devils du New Jersey et puis en 2007 contre les Sénateurs d'Ottawa, année où ils remportent pour la première fois de leur histoire le précieux trophée.

## Histoire de la franchise

### Création
Le 2 octobre 1992, Walt Disney Pictures sort le film The Mighty Ducks – Les Petits Champions en France et Jeu de puissance au Québec – et lance une nouvelle vague d’engouement pour le hockey sur glace chez les jeunes. Devant le succès du film, qui rapporte 51 millions de dollars, la Walt Disney Company demande à la Ligue nationale de hockey l’octroi d’une franchise. Le 10 décembre, la LNH autorise Disney à développer une franchise,,. Il est décidé que cette équipe prendra ses quartiers à Anaheim, située dans la banlieue de Los Angeles et qui a également l’avantage d’abriter le Disneyland Resort, l’un des plus grands parcs d’attractions de la firme américaine. Les Mighty Ducks d’Anaheim sont les premiers locataires de l’Anaheim Arena, plus tard renommée Arrowhead Pond of Anaheim et actuellement connu sous le nom de Honda Center.
De plus, le hockey sur glace en Californie connaît un regain d’intérêt depuis 1988 et le transfert de Wayne Gretzky, souvent considéré comme le plus grand joueur de tous les temps, aux Kings de Los Angeles,. Cependant, beaucoup de puristes grincent des dents lorsqu’ils apprennent que cette nouvelle équipe est nommée en fonction d’un film pour enfants et considèrent que le maillot et le nom de la franchise sont ridicules,,.
Les Mighty Ducks participent au repêchage d’expansion en compagnie des Panthers de la Floride, l'autre franchise qui a vu le jour cette saison-là. Parmi les principaux choix des Mighty Ducks figurent Guy Hebert, qui deviendra le gardien titulaire de la franchise jusqu'en 2000, ou encore Randall Ladouceur. Deux jours plus tard, les Mighty Ducks prennent part au repêchage d’entrée dans la LNH et choisissent au quatrième rang Paul Kariya, joueur des Black Bears du Maine du championnat universitaire, la National Collegiate Athletic Association. Ce dernier ne rejoint pas immédiatement la LNH prenant une année de plus pour ses études. Ronald Wilson est désigné premier entraîneur des Mighty Ducks, tandis que le premier capitaine est Troy Loney.

### Des débuts hésitants: 1993-1996

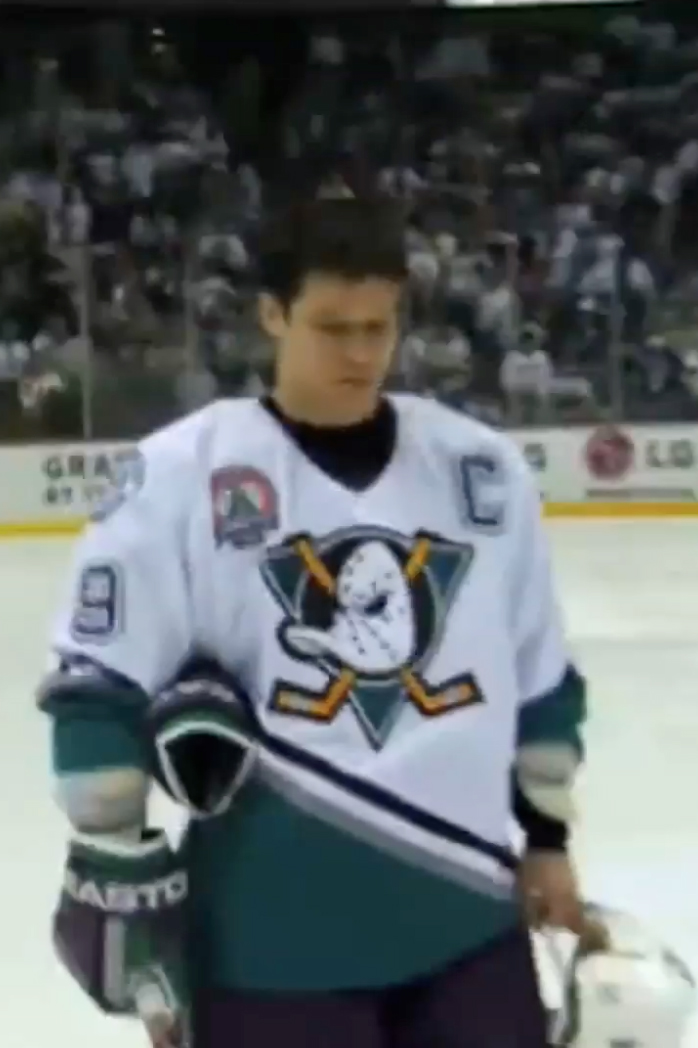
Paul Kariya, le premier choix de repêchage des Mighty Ducks en 1993, ici en photographie dix ans plus tard

L’équipe californienne fait ses débuts dans la LNH le 8 octobre 1993, en jouant à domicile contre les Red Wings de Détroit ; elle perd 7-2 devant une salle comble avec le premier but de l’histoire de l’équipe marqué par Sean Hill. Quelques jours plus tard, ils remportent leur premier match sur une victoire 4-3 contre les Oilers d'Edmonton. Le 19 octobre, Terry Yake marque trois buts en un match lors d’une victoire 4-2 contre les Rangers de New York, pour le premier coup du chapeau de l’histoire des Ducks. Guy Hebert réalise le premier blanchissage de l’histoire des Mighty Ducks en réalisant trente-huit arrêts durant la victoire 1-0 face aux Maple Leafs de Toronto le 15 décembre.
Pressentis pour occuper la queue du classement, les Mighty Ducks réalisent une première saison honorable malgré une fiche négative de trente-trois victoires pour cinquante-et-une défaites, et cinq matchs nuls. Avec dix-neuf victoires à l’extérieur, ils réalisent le meilleur total pour une franchise dans sa première saison. Néanmoins, ils terminent à la neuvième place de la Conférence de l’Ouest et ce essentiellement grâce à leur gardien Hebert, repéré par le jeune entraîneur Ron Wilson, et qui est la révélation de la franchise cette année-là. Cette neuvième position positionne les Mighty Ducks à une place de la qualification pour les séries éliminatoires de la Coupe Stanley. Terry Yake est le meilleur pointeur de l’équipe avec cinquante-deux réalisations.
En vue de la saison 1994-1995, les Mighty Ducks sélectionnent le défenseur Oleg Tverdovski lors du repêchage dans la LNH de 1994. La saison tarde à démarrer en raison d’un lock-out de 103 jours qui prend finalement fin en janvier 1995 ; les équipes de la LNH sont limités à quarante-huit matchs. Paul Kariya fait ses débuts avec la franchise californienne et la recrue des Mighty Ducks est le meneur de son équipe grâce à ses dix-huit buts et vingt-et-une aides en quarante-huit parties,. La saison est cependant décevante puisque l’équipe ne parvient qu’à récolter seize victoires et termine dernière de sa conférence. L’équipe est néanmoins toujours soutenue par ses fans puisque tous les matchs à domicile sont joués à guichets fermés.
La saison suivante, à la lutte pour la qualification en séries, les Mighty Ducks réalisent le 7 février 1996 le premier gros échange de leur histoire ; ils envoient en effet Chad Kilger et Tverdovski aux Jets de Winnipeg en retour de Teemu Selänne et des droits sur Marc Chouinard,. Le Finlandais et Kariya forment rapidement un duo redoutable ; le Canadien réalise la meilleure saison de sa carrière avec cent-huit points – un record pour l’équipe – tandis que Selänne totalise trente-six points en vingt-huit rencontres à Anaheim. L’équipe termine sa saison à la quatrième place de la division Pacifique mais ne sont pas qualifiés pour les séries. Ils sont en effet huitièmes à égalité avec l’ancienne équipe de Selänne mais les Jets ayant plus de victoires, ce sont eux qui récoltent la dernière place qualificative des séries.

### Le temps des désillusions: 1996-2002

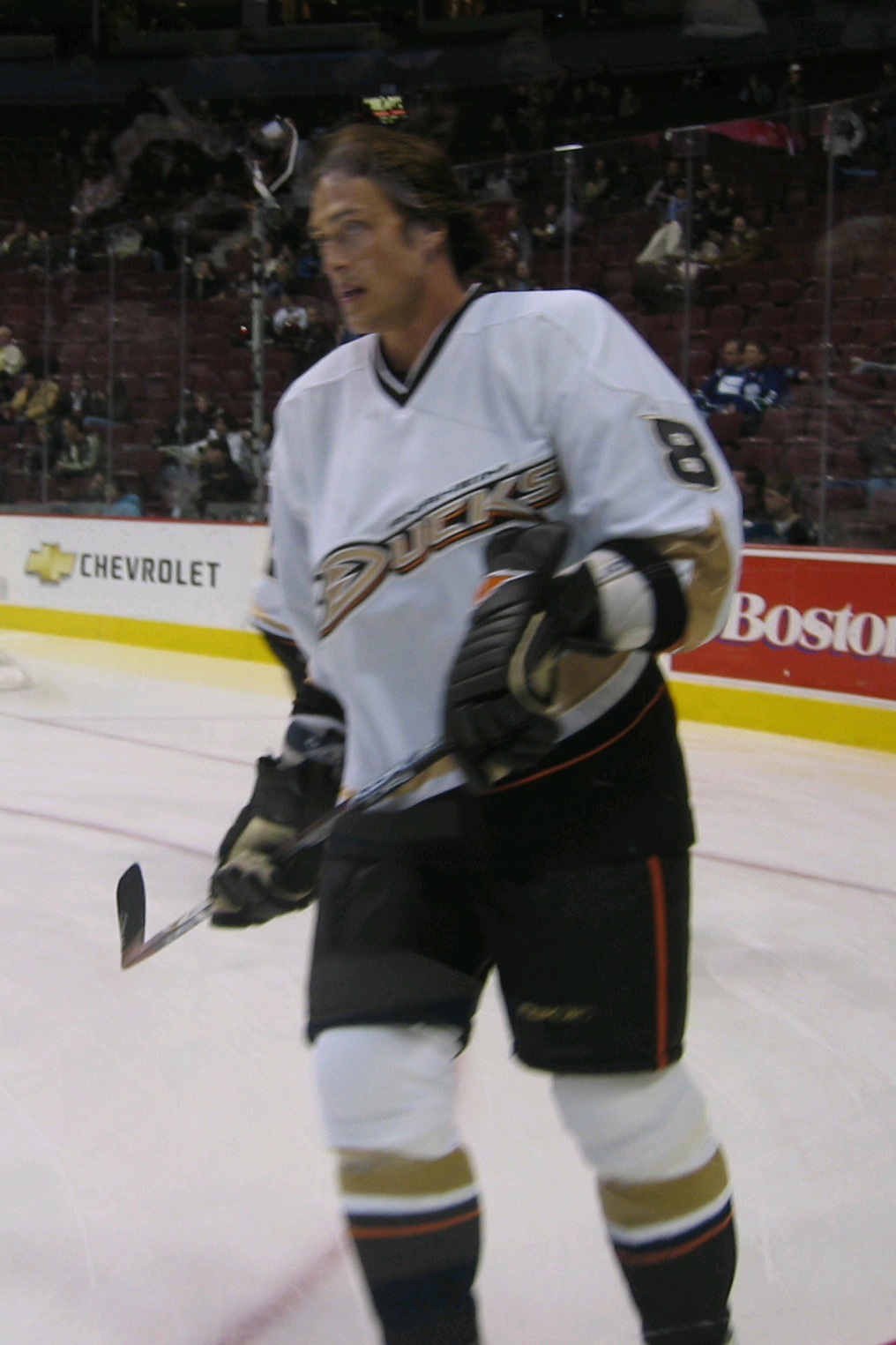
Teemu Selänne en 2006.

Lors de la saison 1996-1997, les Mighty Ducks atteignent pour la première fois de leur histoire les séries éliminatoires. Ils terminent la saison régulière avec un bilan positif de trente-six victoires, trente-trois défaites et treize matchs nuls et enchaînent avec une qualification en sept rencontres contre les Coyotes de Phoenix lors du premier tour des séries. À l’occasion du septième match, Guy Hebert réalise même le premier blanchissage en séries éliminatoires dans l’histoire des Mighty Ducks,. Les Mighty Ducks perdent cependant au tour suivant en quatre rencontres face aux Red Wings de Détroit, non sans avoir forcé à trois reprises les prolongations. Les Red Wings emporteront par la suite la Coupe Stanley. Avec 208 points au cours de la saison régulière, Selänne et Kariya sont le deuxième duo de pointeur de la ligue derrière Mario Lemieux et Jaromír Jágr des Penguins de Pittsburgh. Avec 109 points pour Selänne et 99 pour Kariya, ils sont les deuxième et troisième pointeur de la ligue derrière Lemieux. En raison d’une dispute entre Ron Wilson et sa direction, l’entraîneur de Ducks signe aux Capitals de Washington et il est remplacé par le Canadien Pierre Pagé.
Les Mighty Ducks débutent la saison suivante par deux rencontres à Tōkyō au Japon contre les Canucks de Vancouver. Ils doivent faire face à l’absence de Kariya, qui est en négociations avec les dirigeants en vue de prolonger son contrat et qui déçoit ainsi ses fans japonais, qui espéraient voir le joueur évoluer dans le pays d’où sont originaires ses grands-parents. Les deux parties peuvent finalement s’entendre le 22 décembre 1997 et le Canadien fait ainsi un retour sur la glace qui s’avère bref ; en effet, il est violemment heurté par Gary Suter en février 1998 lors d’un match contre les Blackhawks de Chicago et doit s’absenter pour le reste de la saison en raison d’une commotion cérébrale,. Son partenaire Teemu Selänne ne peut tirer à lui tout seul l’équipe vers le haut et Anaheim termine la saison avec un maigre bilan de 26 victoires pour 43 défaites et 13 nuls. Pierre Pagé est remplacé par Craig Hartsburg après seulement une saison derrière le banc.
Plusieurs changements interviennent à l’inter-saison : les expérimentés Fredrik Olausson et Marty McInnis rejoignent la franchise californienne en compagnie du gardien Dominic Roussel, tandis que Chris Mason est cédé aux Predators de Nashville sans avoir joué un seul match avec les Mighty Ducks. Emmenée par le duo Kariya-Selänne qui totalise une nouvelle fois 208 points lors de la saison régulière et par le gardien Guy Hebert qui réussit six blanchissages, l’équipe atteint pour la deuxième fois de son histoire les séries mais est défaite une nouvelle fois par les Red Wings de Détroit, cette fois-ci au premier tour.
Pour la saison 1999-2000, les Mighty Ducks comptent le retour de Tverdovski mais également les arrivées de  Niclas Hävelid et Vitali Vichnevski afin de renforcer leur secteur défensif. La saison est néanmoins une nouvelle fois décevante puisque l’équipe termine dernière de la division Pacifique et manque une nouvelle fois les séries. La franchise californienne s’enfonce encore lors de la saison suivante, ne remportant durant cette campagne que vingt-cinq matchs et finissant bonne dernière de sa conférence. La saison est agitée puisque les Mighty Ducks licencient en décembre 2000 Craig Hartsburg, nomment Guy Charron à son poste, et transfèrent le 5 mars 2001 leur vedette Teemu Selänne aux Sharks de San José en échange de Jeff Friesen, Steve Shields et un choix de repêchage des Sharks. Ces changements n’améliorent cependant pas le reste de la saison, l’équipe devant même se priver de Paul Kariya pendant seize parties en raison d’une nouvelle blessure.
À la suite de ces désillusions, les Mighty Ducks placent Bryan Murray sur le banc en vue de la saison 2001-2002. Celle-ci est une nouvelle fois frustrante, la franchise terminant pour la troisième année consécutive à la dernière position de sa division. L’offensive est le point faible de l’équipe, puisqu’avec 175 buts marqués elle est la deuxième moins prolifique de la LNH, juste devant les Blue Jackets de Columbus. Cependant, quelques espoirs sont permis pour le futur grâce à la bonne saison du nouveau gardien Jean-Sébastien Giguère, qui termine avec plus de 92 % d’arrêts sur l’ensemble de la campagne.

### Les premiers succès: 2002-2007

#### 2002-2003: la première finale
En préambule de la saison 2002-2003, Bryan Murray quitte son poste d’entraîneur pour reprendre la direction générale du club, tandis que Mike Babcock, jusqu’alors entraîneur du club-école des Mighty Ducks, prend place sur le banc de l’équipe. Avec l’addition d’Adam Oates et de Petr Sýkora en attaque, l’équipe réussit un remarquable début de saison, s’appuyant également sur une défense solide et un gardien - Jean-Sébastien Giguère - qui confirme ses bonnes dispositions de la saison précédente. En cours de saison, les Mighty Ducks acquièrent encore l’expérimenté défenseur Sandis Ozoliņš, ainsi que les attaquants Steve Thomas et Rob Niedermayer et terminent la saison avec quatre-vingt-quinze points - le record de la franchise - à la deuxième place de leur division.
En tant que septièmes de l'association de l’Ouest, ils doivent néanmoins retrouver pour la troisième fois en autant de participations aux séries les Red Wings de Détroit, qui ne sont autres que les champions de la Coupe Stanley la saison passée. Le premier match se termine à la troisième prolongation sur le score de 2-1 en faveur des Mighty Ducks, après que Giguère a arrêté soixante-trois tirs des Red Wings. Le scénario se répète lors des deuxièmes et troisièmes matchs, Giguère menant l’équipe à de courtes victoires grâce à ses performances impressionnantes. La franchise californienne mène ainsi à la surprise générale trois matchs à zéro face aux champions en titre, et réussit même à conclure la série au quatrième match grâce à une nouvelle victoire en prolongations 3-2 sur un but vainqueur de Steve Rucchin. Sur l’ensemble de la série, Jean-Sébastien Giguère a arrêté au total 165 tirs sur 171 adressés contre lui, soit un taux de réussite de près de 96,5 %,.
Les Mighty Ducks doivent ensuite enchaîner sur une série contre les vainqueurs de la saison régulière de l'Association de l’Ouest, les Stars de Dallas. Le premier match est une nouvelle fois extrêmement serré, et Giguère a encore l’occasion de briller puisqu’il arrête soixante tirs alors son coéquipier Petr Sýkora marque le but vainqueur à la quarante-huitième seconde de la cinquième prolongation. La deuxième rencontre se joue encore une fois en prolongation, et ce sont de nouveau les Mighty Ducks qui forcent la décision, prenant un avantage de deux matchs à zéro dans la série. Ils laissent cependant échapper le troisième match à domicile, avant de se reprendre et de gagner la quatrième partie sur un blanchissage 1-0 de Giguère. Après une défaite à Dallas lors du cinquième match, l’équipe californienne conclut la série à domicile grâce à une victoire 4-3 dans le sixième et ultime match.

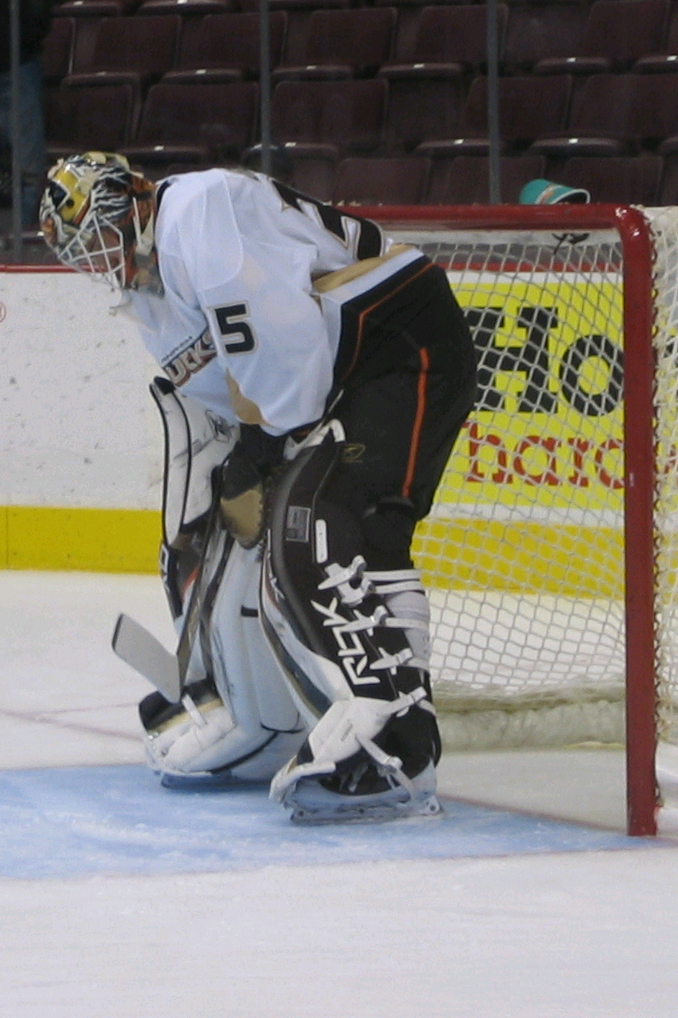
Jean-Sébastien Giguère, vainqueur du trophée Conn-Smythe en 2003.

La finale de l'association de l’Ouest se décide contre le Wild du Minnesota, classé seulement un rang au-dessus des Mighty Ducks au terme de la saison régulière. L’équipe californienne élimine le Wild en quatre matchs secs avec trois blanchissages de Giguère, et par la même occasion de s’adjuger le premier trophée Clarence-S.-Campbell de son histoire et d’accéder à la finale de la Coupe Stanley.
Opposés aux Devils du New Jersey, les Mighty Ducks bénéficient d’une pause de dix jours qui ne va pas leur convenir puisqu’ils perdent chacune des deux premières rencontres sur le score de 3-0,. L’ancien joueur de la franchise californienne, Jeff Friesen, inscrit trois des six buts de l’équipe du New Jersey, adoptant une attitude ostensiblement revancharde après chacune de ses réussites. Anaheim revient cependant à 1-2 dans la série après une victoire en prolongation dans le troisième match, puis à 2-2 grâce à une nouvelle victoire en prolongation dans la quatrième partie. Les Mighty Ducks retournent alors complètement relancés au New Jersey, mais sont battus sèchement sur le score de 6 buts à 3, victimes du moins solide match de leur gardien. Anaheim parvient néanmoins à forcer un septième match décisif grâce à sa victoire 5-2 dans le sixième match, mais s’incline ensuite sur le score de 3-0 et laisse ainsi échapper sa première Coupe Stanley au profit des Devils. Bien que faisant partie de l’équipe défaite, Jean-Sébastien Giguère reçoit logiquement le trophée Conn-Smythe,.

#### 2003-2006: des années mitigées
L’été suivant leur défaite en finale, les Mighty Ducks doivent enregistrer le départ de leur capitaine Paul Kariya, qui signe un contrat en tant qu’agent libre avec l’Avalanche du Colorado. Pour tenter de compenser cette perte, le très expérimenté Sergueï Fiodorov est engagé en provenance des Red Wings de Détroit. L’équipe réussit néanmoins un départ très poussif dans la saison puisqu’elle perd ses cinq premières rencontres, et n’arrive jamais réellement durant les mois suivants à rattraper cette mauvaise entrée en matière. En janvier, les Californiens ne remportent que trois des seize matchs qu’ils disputent, ce qui les condamnent quasiment définitivement en vue des séries éliminatoires. Ils terminent finalement à la quatrième position de leur division, à quinze points d’une participation aux séries.
À la suite de l’annulation de la saison 2004-2005 de la LNH en raison d'un lock-out, les Mighty Ducks se montrent relativement entreprenants sur le marché des transferts puisqu’ils parviennent à faire revenir le Finlandais Teemu Selänne et engagent également le défenseur Scott Niedermayer, qui a déjà remporté à trois reprises la Coupe Stanley, dont une fois contre les Mighty Ducks en 2003. Niedermayer, qui est directement nommé capitaine, retrouve à Anaheim son frère Rob, qui lui évolue en Californie depuis trois années. De plus, l’entraîneur Mike Babcock signe un contrat en faveur des Red Wings de Détroit et est remplacé par Randy Carlyle. Malgré ce recrutement ambitieux, l’équipe connaît un début de saison 2005-2006 difficile, et l’attaquant Sergueï Fiodorov en fait les frais puisqu’il est échangé aux Blue Jackets de Columbus en retour de François Beauchemin et Tyler Wright. Cette transaction semble faire son effet puisque l’équipe est peu à peu capable de remonter dans le classement, surtout après la pause engendrée par les Jeux olympiques où les Mighty Ducks remportent dix des treize rencontres qu’ils disputent. Finalement, le bilan de la saison régulière est de 47 victoires et 98 points, ce qui constitue un nouveau record pour la franchise et la qualifie pour les séries. Au premier tour, les Mighty Ducks éliminent les Flames de Calgary en sept matchs et voient l’émergence du gardien russe Ilia Bryzgalov, qui n’encaisse qu’un seul but lors des deux dernières parties pour permettre à son équipe de remonter après avoir été menée 3-2 dans la série,. Au deuxième tour, Anaheim se débarrasse facilement de l’Avalanche du Colorado en quatre rencontres, et doit de ce fait patienter durant 8 jours avant de pouvoir commencer la finale de l'Association de l’Ouest contre les Oilers d’Edmonton. Cette attente semble couper l’élan des joueurs, qui se voient menés rapidement 3-0 par les Oilers. Le retour de Jean-Sébastien Giguère devant le filet pour l’acte quatre ne peut que retarder l’échéance, et la franchise californienne s’incline finalement 4-1, manquant ainsi l’occasion de disputer sa deuxième finale de la Coupe Stanley. À la fin de la saison, l’attaquant Teemu Selänne, auteur de 40 réussites, reçoit le trophée Bill-Masterton attribué au joueur ayant démontré le plus de qualité de persévérance et d’esprit d’équipe.

#### 2006-2007: nouvelle ère, premier triomphe

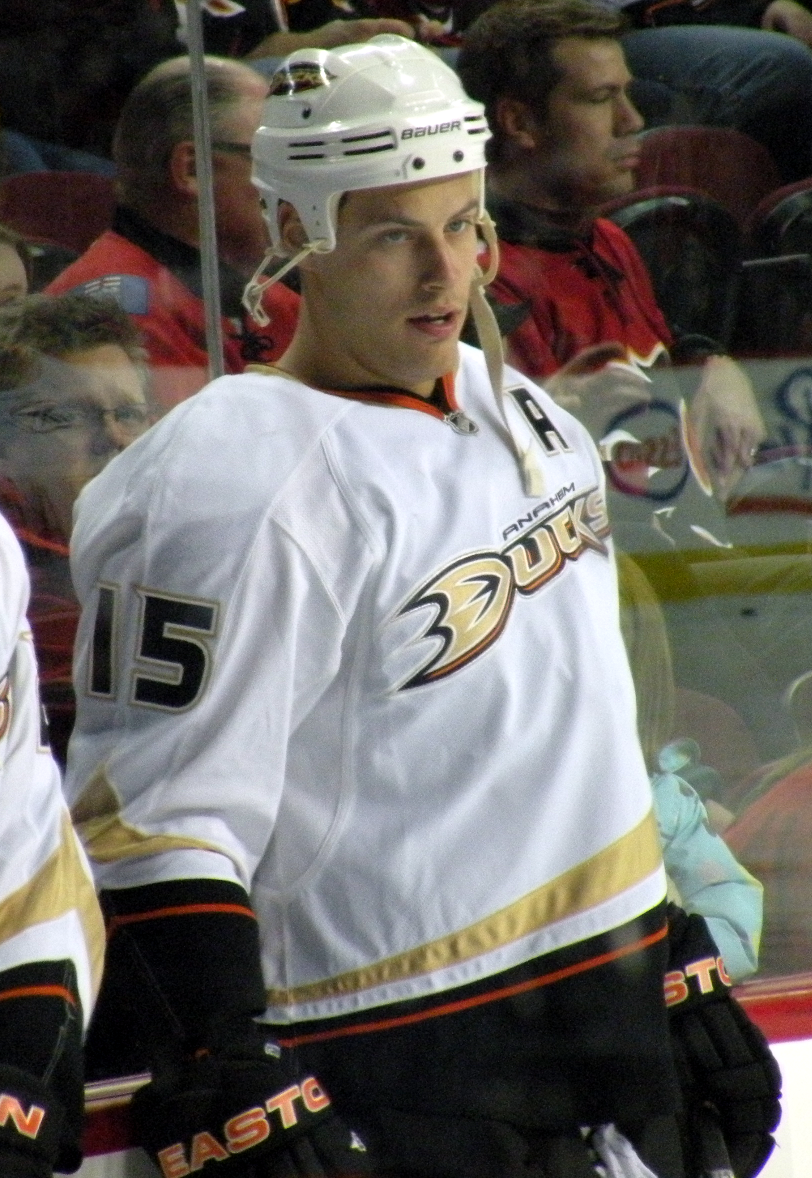
Ryan Getzlaf

L’intersaison suivant la défaite contre les Oilers est très agitée, puisque les Mighty Ducks d’Anaheim deviennent les Ducks d’Anaheim et changent entièrement de couleur de maillots, qui sont désormais à dominance noire, or, orange et blanche. Un nouveau logo officiel est annoncé en même temps que les nouvelles couleurs de l’équipe, dont la présentation s’effectue le 22 juin 2006. Ce changement a été amorcé depuis le 25 février 2005, date à laquelle Disney annonce son intention de revendre sa licence à Henry et Susan Samueli,, qui gèrent déjà le Arrowhead Pond of Anaheim, l’aréna de l’équipe. La vente a été signée le 27 février et acceptée le 16 juin 2005 par la LNH.
Sur le plan sportif, les Ducks ajoutent à leur défense Chris Pronger, qui avait contribué à les éliminer des séries l’année précédente avec les Oilers d’Edmonton. Comptant également sur le jeune Ryan Getzlaf qui s’apprête à disputer sa première année complète en LNH, les nouveaux Ducks sont, à l’entame de la saison 2006-2007 de la LNH, considérés comme favoris à l’obtention de la Coupe Stanley. Or, ils ne déçoivent pas puisqu’ils inscrivent au moins un point lors de leurs seize premiers matchs. Cette saison s’avère la meilleure de l’histoire de la franchise, puisque les 110 points récoltés, les 48 victoires et les 257 buts inscrits au terme de celle-ci s’avèrent tous trois être des records pour l’équipe. Les Ducks sont ainsi pour la première fois champions de la division Pacifique, et entament les séries contre le Wild du Minnesota. Comme la saison précédente, c’est le Russe Ilia Bryzgalov qui débute en tant que gardien titulaire pour les Ducks, et qui permet à ces derniers de prendre rapidement un avantage de 3-0 dans la série, chacune des trois rencontres se décidant avec un seul but d’écart. Bryzgalov connaît cependant un quatrième match difficile puisqu’il encaisse quatre buts et que son équipe n’en inscrit qu’un seul. C’est alors Jean-Sébastien Giguère qui fait son retour devant le filet des Ducks pour l’acte V et qui va y rester jusqu’à la fin des séries, commençant par une victoire 4-1 qui élimine le Wild. 

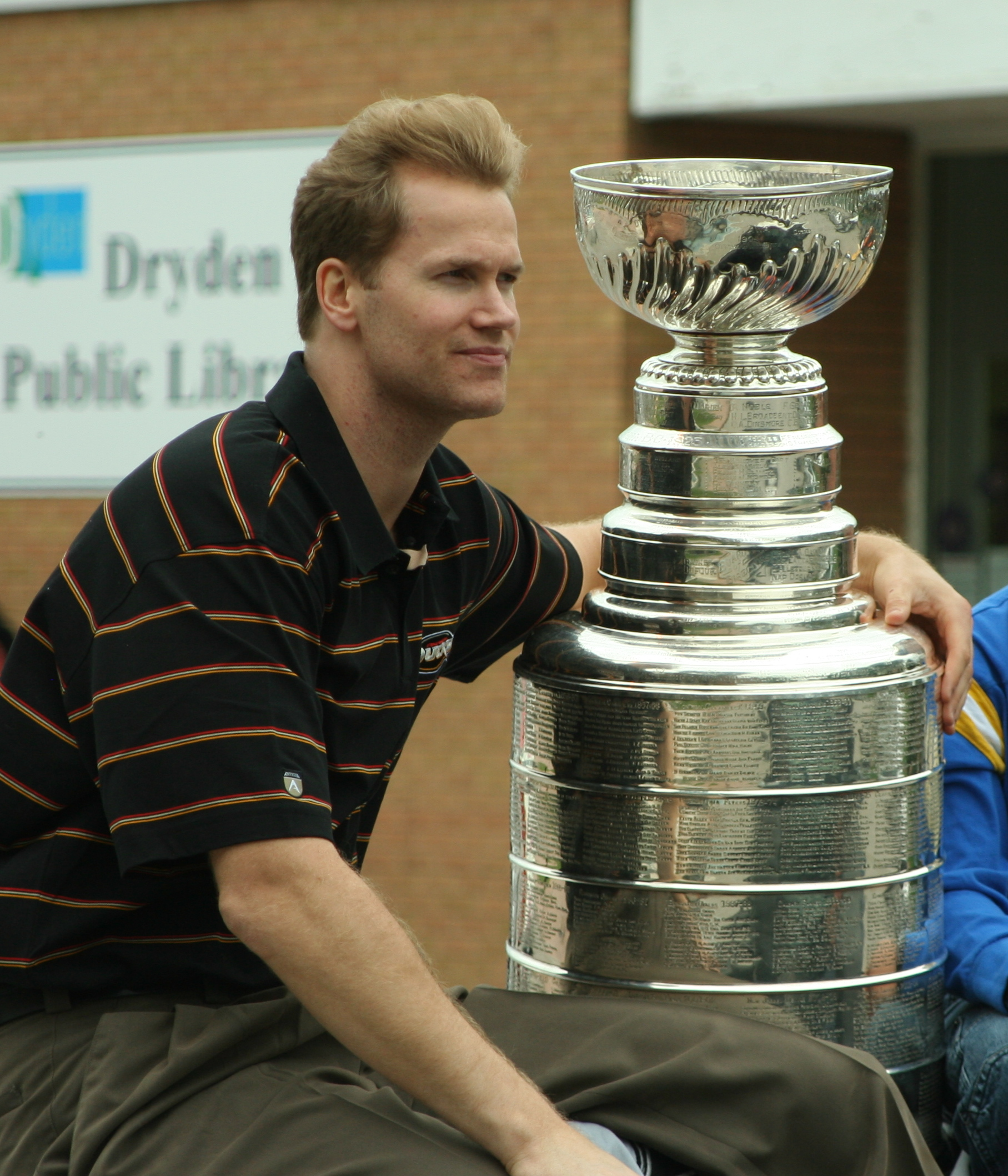
Chris Pronger avec la Coupe Stanley en 2007.

Au tour suivant, les Ducks se mesurent aux Canucks de Vancouver du gardien Roberto Luongo. Emmenés par un coup du chapeau d’Andy McDonald, les Ducks remportent facilement le premier match sur le score de 5-1, puis cèdent en deuxième prolongation dans la deuxième rencontre. Cette défaite n’est qu’un simple accident de parcours puisque Anaheim s’en va remporter la troisième partie au General Motors Place, avant de remporter les deux derniers matchs en prolongations, et de s’octroyer le droit de participer pour la troisième fois à la finale de l'Association de l’Ouest. Ils y sont opposés aux Red Wings de Détroit, qui ont terminé premiers de l'Association lors de la saison régulière et qui détiennent donc l’avantage de la glace. À l’extérieur, les Ducks perdent la première rencontre sur le score serré de 2-1, mais parviennent tout de même à récupérer l’avantage de la glace en allant gagner l’acte II au Joe Louis Arena. Dans un premier temps, il n’en profitent pas puisqu’ils se font balayer 5-0 dans la troisième rencontre, mais ils se ressaisissent et gagnent le match suivant sur le score de 5-3 au Honda Center. À égalité 2 partout dans la série, le cinquième match à Hockeytown s’annonce être le tournant de la série et les Ducks vont pouvoir compter sur l’expérience de leurs vétérans ; en effet, dominés durant la majeure partie de la rencontre, ils n’encaissent qu’un seul but grâce à leur gardien de 30 ans Jean-Sébastien Giguère. À l’entame de la dernière minute, l’équipe est toujours menée 1-0 et bénéficie d’une supériorité numérique pendant laquelle l’entraîneur Randy Carlyle décide de sortir Giguère pour disposer d’un joueur supplémentaire et de jouer à six contre quatre. Cette décision est la bonne puisque le défenseur Scott Niedermayer, âgé de 33 ans, parvient à rétablir l’égalité avec 48 secondes restantes dans le match. En prolongation, c’est Teemu Selänne, 36 ans, qui offre la victoire aux Ducks et un avantage décisif dans la série qu’ils exploitent parfaitement en la concluant dès le match suivant sur le score de 4-3 grâce à un but vainqueur de Samuel Pahlsson. 

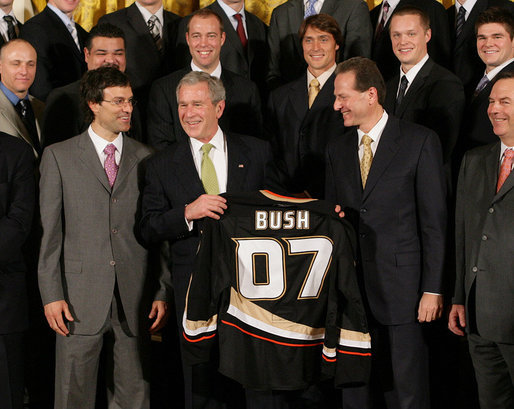
Le Président George W. Bush avec Scott Niedermayer (à g.) et Henry Samueli (à d.) après le titre de 2007.

La franchise accède donc pour la seconde fois de son histoire à la finale de la Coupe Stanley, où elle rencontre cette fois-ci les Sénateurs d'Ottawa. Les Ducks disputent les deux premiers matchs à domicile et en profitent pour mener directement 2-0 dans la série avec notamment un blanchissage de Jean-Sébastien Giguère dans la deuxième rencontre,. Les Sénateurs se réveillent au troisième match dans un gain de 5-3, mais Anaheim parvient à remporter le quatrième match à Ottawa grâce notamment à deux buts en une minute de Samuel Pahlsson dans le second tiers-temps. Les Ducks s’octroient ainsi une occasion unique de remporter la première Coupe Stanley de leur jeune histoire à domicile lors du cinquième acte, ce qui est chose faite grâce à une victoire 6-2. À l’issue du match, Scott Niedermayer, en tant que capitaine, a le redoutable honneur de soulever la Coupe et reçoit dans le même temps le trophée Conn-Smythe attribué au joueur le plus utile des séries éliminatoires. De plus, lui et son frère Rob deviennent les premiers frères à soulever la Coupe en tant que coéquipiers depuis Brent et Duane Sutter pour les Islanders de New York en 1983. Anaheim devient la première franchise californienne à remporter la Coupe Stanley.

### L’après-Coupe Stanley

#### Une équipe régulière

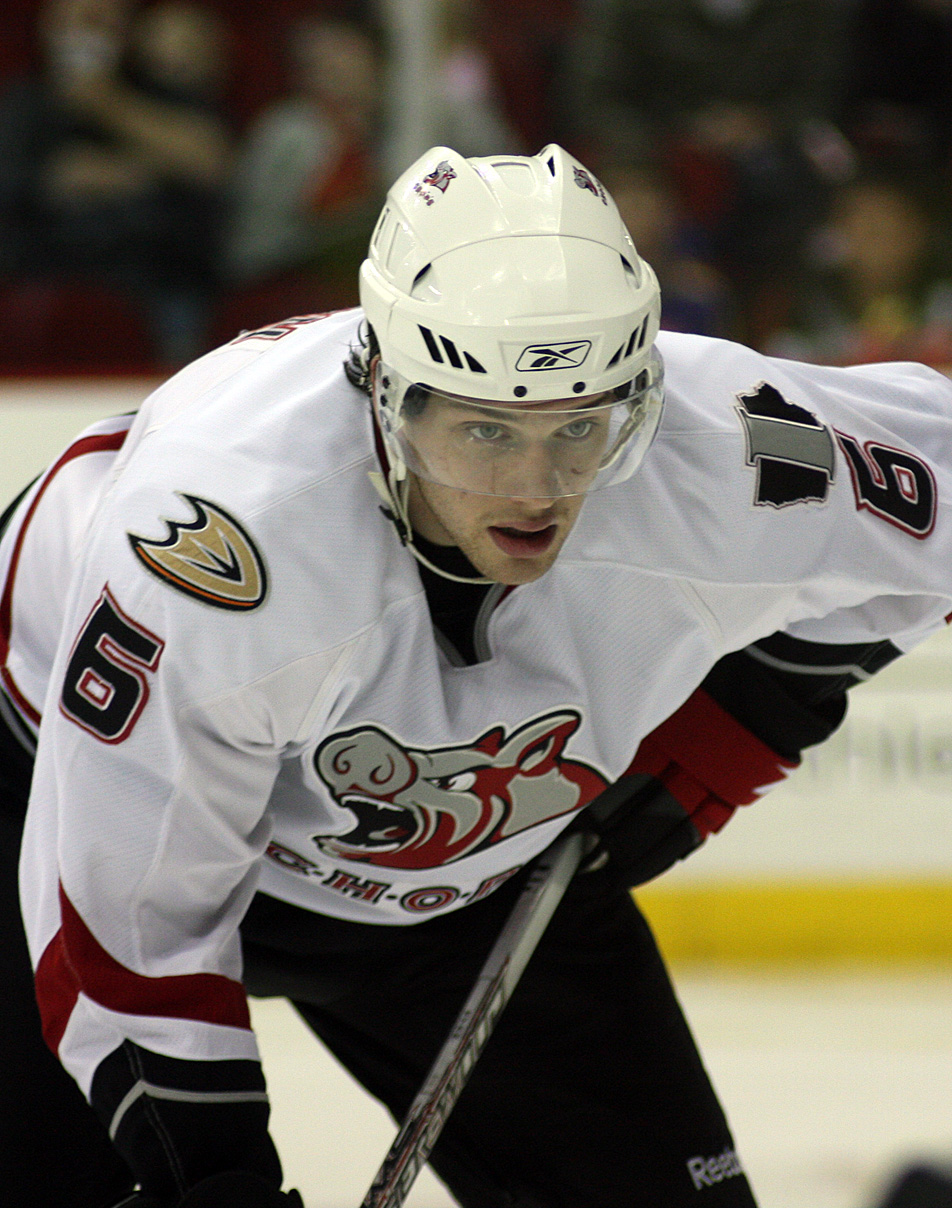
Bobby Ryan, symbole de la nouvelle génération des Ducks, ici avec le maillot du club-école de la franchise en 2008.

Les Ducks débutent la saison 2007-2008 de la LNH sans trois de leurs joueurs-clés, à savoir Teemu Selänne, Scott Niedermayer et Jean-Sébastien Giguère, les deux premiers nommés réfléchissant à l’éventualité de prendre leur retraite. L’équipe est choisie par la LNH pour disputer quelques rencontres en ouverture de saison à Londres contre les Kings de Los Angeles. À cette occasion, le gardien suisse Jonas Hiller réussit des débuts convaincants, ce qui encourage le directeur général Brian Burke à faire de lui son gardien numéro 2 et de céder le 16 novembre 2007 Ilia Bryzgalov aux Coyotes de Phoenix. Les Ducks enregistrent un début de saison quelque peu poussif, jusqu’au retour au jeu de Scott Niedermayer le 16 décembre. Dès lors, l’équipe se reprend, bénéficie encore du retour de Temmu Selänne à la fin du mois de janvier et termine la saison avec 102 points, ce qui la place à la quatrième position de la Conférence de l’Ouest. En séries éliminatoires, les Ducks sont éliminés au premier tour, en six rencontres face aux Stars de Dallas.
Durant l’entre-saison, les Ducks prolongent d’un an le contrat de leurs deux vétérans Selänne et Niedermayer, ce dernier étant à nouveau nommé capitaine après un intérim d'une saison assuré par Chris Pronger. Aucun gros transfert ne vient bouleverser l’alignement, la franchise misant sur sa jeune génération incarnée par les attaquants Bobby Ryan, Corey Perry et Ryan Getzlaf. Le début de saison est relativement décevant, notamment en raison des performances moyennes de Jean-Sébastien Giguère, qui est largement perturbé par le décès de son père. Ainsi, ce dernier partage dans un premier temps son temps de jeu avec Jonas Hiller, avant de perdre sa place de titulaire au profit du Suisse, qui réussit sur le fil à emmener l’équipe en séries grâce à une série de neuf victoires dans les douze derniers matchs. Classés huitièmes de l'Association de l’Ouest, les Ducks affrontent au premier tour les vainqueurs du Trophée des présidents, les Sharks de San José. Le duel californien tourne de manière surprenante à l’avantage des Ducks, qui remportent la série 4-2 avec notamment deux blanchissages de Jonas Hiller. Il s’agit seulement de la troisième fois depuis 2000 que le vainqueur du Trophée des présidents est éliminé dès le premier tour. Au tour suivant, les Ducks sont éliminés par les Red Wings de Détroit, s’avouant vaincus seulement au septième match décisif au Joe Louis Arena.
En préambule de la saison 2009-2010 de la LNH, les Ducks échangent leur vétéran Chris Pronger aux Flyers de Philadelphie en retour de Joffrey Lupul et Luca Sbisa. Ils engagent également l’ex-capitaine des Canadiens de Montréal Saku Koivu, qui retrouve son partenaire en équipe de Finlande Teemu Selänne, qui lui prolonge à nouveau son contrat d’une saison en compagnie de Scott Niedermayer. La saison se révèle cependant très frustrante, l’équipe occupant la majeure partie du temps les dernières positions. Seuls deux évènements marquants se déroulent pendant la saison : le 31 janvier 2010 tout d’abord, le gardien Jean-Sébastien Giguère, qui a mené la franchise à une finale et un titre en Coupe Stanley, est échangé aux Maple Leafs de Toronto en retour de Vesa Toskala et Jason Blake. Ensuite, le 20 mars 2010, Teemu Selänne devient le 18e joueur de l’histoire de la LNH à atteindre la barre des 600 buts en carrière et devient quelques jours plus tard le meilleur buteur finlandais de la LNH, dépassant Jari Kurri et ses 601 réussites. Au niveau sportif, l’équipe termine à la onzième place de sa Conférence et manque les séries pour la première fois depuis 2004.
Afin de retrouver les séries, les Ducks engagent avant la saison 2010-2011 de la LNH Toni Lydman, Aaron Voros et Andy Sutton. Le grand changement de l’intersaison réside toutefois dans l’annonce de la retraite de Scott Niedermayer, le capitaine qui a mené la franchise à sa première Coupe Stanley en 2007. Pour le remplacer, les Ducks choisissent au premier tour du repêchage 2010 Cam Fowler, qui est souvent comparé à Niedermayer. Teemu Selänne prolonge lui son contrat pour une nouvelle année, tandis que Bobby Ryan signe une nouvelle entente pour 4 années en faveur de la franchise. Le début de saison s’avère mitigé puisque les Ducks perdent leurs trois premières rencontres, marquant durant cette série 2 buts et en encaissant 13. L’équipe parvient à se reprendre par la suite, aidée par le retour de Toni Lydman qui était blessé à un œil, ainsi que par les performances de son gardien Jonas Hiller, candidat légitime au trophée Vézina et sélectionné pour le Match des étoiles en compagnie de l’attaquant Corey Perry. Les vertiges dont souffrent Hiller depuis le mois de janvier[réf. nécessaire] forcent par la suite les Ducks à engager Dan Ellis et Ray Emery, deux gardiens qui permettent aux Ducks de terminer la saison à la quatrième place de l'Association de l'Ouest, en obtenant ainsi l’avantage de la glace au premier tour des séries contre les Predators de Nashville. Cet avantage ne leur suffira néanmoins pas puisqu’ils perdent cette série sur le score de 4-2.
À la fin de la saison, Corey Perry reçoit le trophée Maurice-Richard grâce à ses cinquante buts ainsi que le trophée Hart tandis que Teemu Selänne réussit sa meilleure saison depuis 2007 avec ses 80 points en 73 rencontres.

## Les maillots et logos de la franchise

### Les logos
Le logo de la franchise n’a changé qu’une seule fois depuis sa création : lors du changement de propriété de l’équipe californienne.
Le premier logo des Mighty Ducks, datant de 1993, représente un masque de gardien en forme de bec de canard. À l’arrière-plan se trouvent deux crosses formant une croix.
Ce logo a changé en 2006 pour prendre cette fois-ci les nouvelles couleurs du club, le orange et le noir. Le logo est composé du mot DUCKS en grands caractères, avec le D représentant une patte de canard stylisée. Le mot ANAHEIM est également écrit en plus petit par-dessus le nom de l’équipe. Les Ducks sont l’une des quatre équipes de la LNH à avoir le nom de leur équipe écrit en toutes lettres sur leur logo ; les trois autres sont les Rangers de New York, les Maple Leafs de Toronto et les Capitals de Washington.
En 2024, les Ducks changent à nouveau de logo, cette fois, ils réutilisent le logo de l'époque des Mighty Ducks, mais plus moderne tout en conservant les couleurs actuelles (orange, noir, blanc et or).

Logo de 1993 à 2006.
Logo de 2006 à 2009.
Logo de 2009 à 2024.
Logo depuis 2024.

### Les maillots
Le chandail a subi des modifications à la même fréquence que le logo depuis la création de la franchise en 1993.
En 1993, le maillot est à dominance violette, traversé en bas par une diagonale verte.
Pour le maillot extérieur, c’est le blanc qui remplace le violet, alors que la diagonale verte reste présente. Officiellement le nom du club est encore les Mighty Ducks d’Anaheim.
En 2006, le maillot devient noir, avec des lignes dorées, orange et blanches. Le maillot extérieur reprend lui exactement les mêmes couleurs, et inverse simplement le noir et le blanc.
En 2007, l’équipementier Reebok, fournisseur officiel de la ligue, décide de moderniser les maillots de toutes les franchises de la LNH. Les Ducks sont une des seules formations dont le maillot n’a presque pas évolué, seul le logo de la ligue nationale apparaît sur le bas du col des maillots domiciles et extérieurs.
En 2024, les Ducks d'Anaheim annoncent le retour du masque emblématique de canard dans une version modernisée sur les chandails principaux de l'équipe. Le logo précédent, ayant été le logo principal depuis 2009, se retrouve maintenant sur les épaules. Les couleurs mêlant le orange et les couleurs plus classiques: or, blanc et noir.

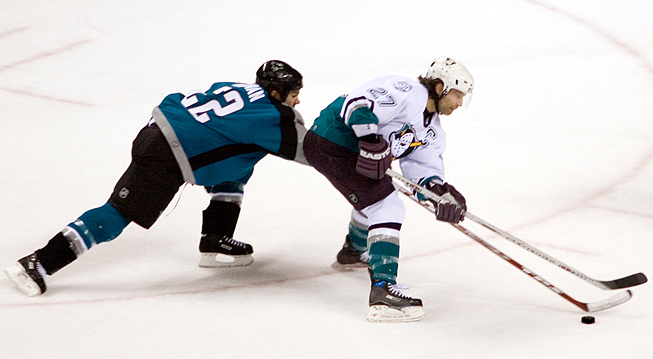
Le maillot extérieur des Mighty Ducks (1993-2006) porté Scott Niedermayer, à droite.
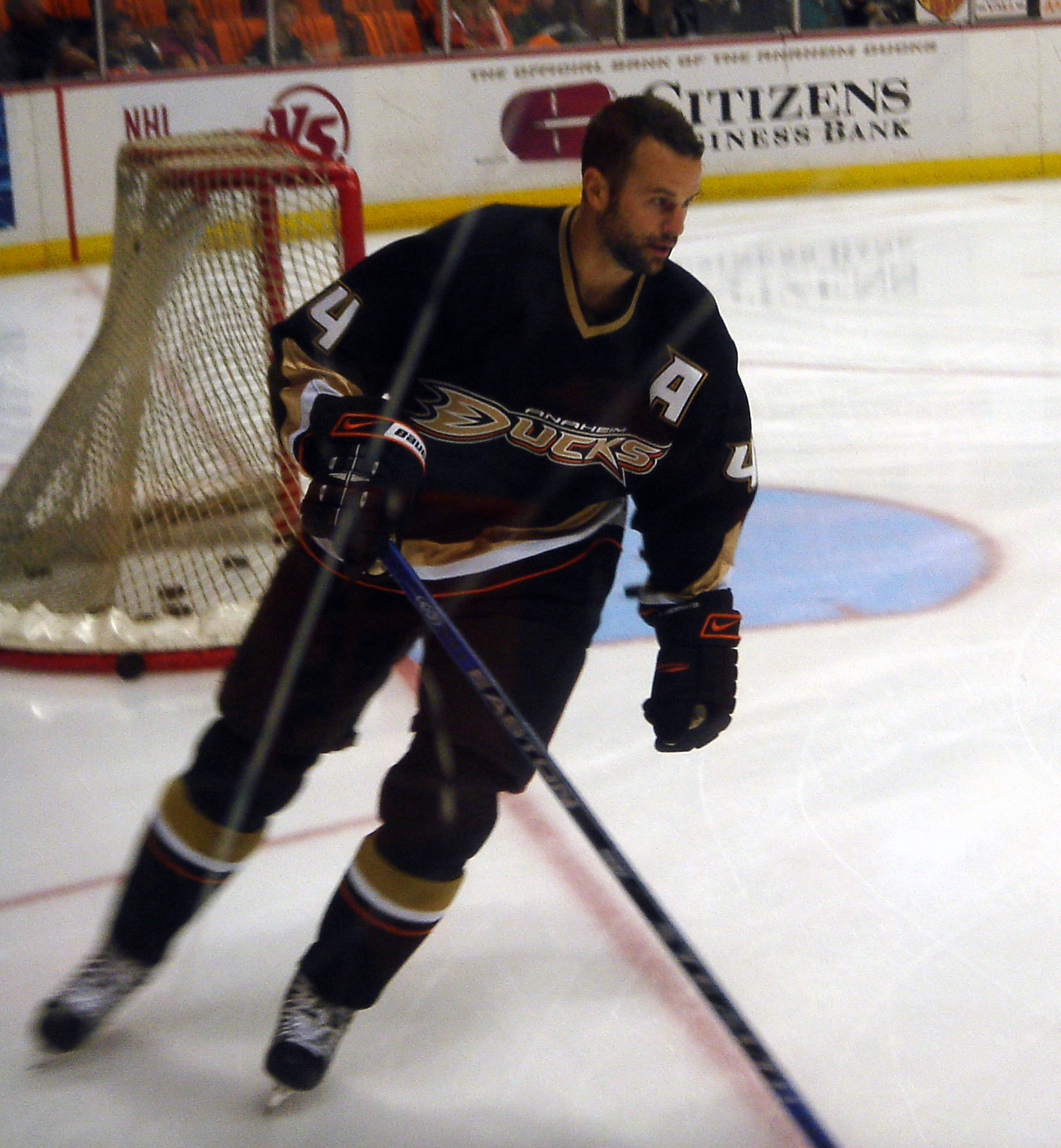
Le maillot 2006-2007 porté Rob Niedermayer.

## Affiliations

### Affiliations primaires

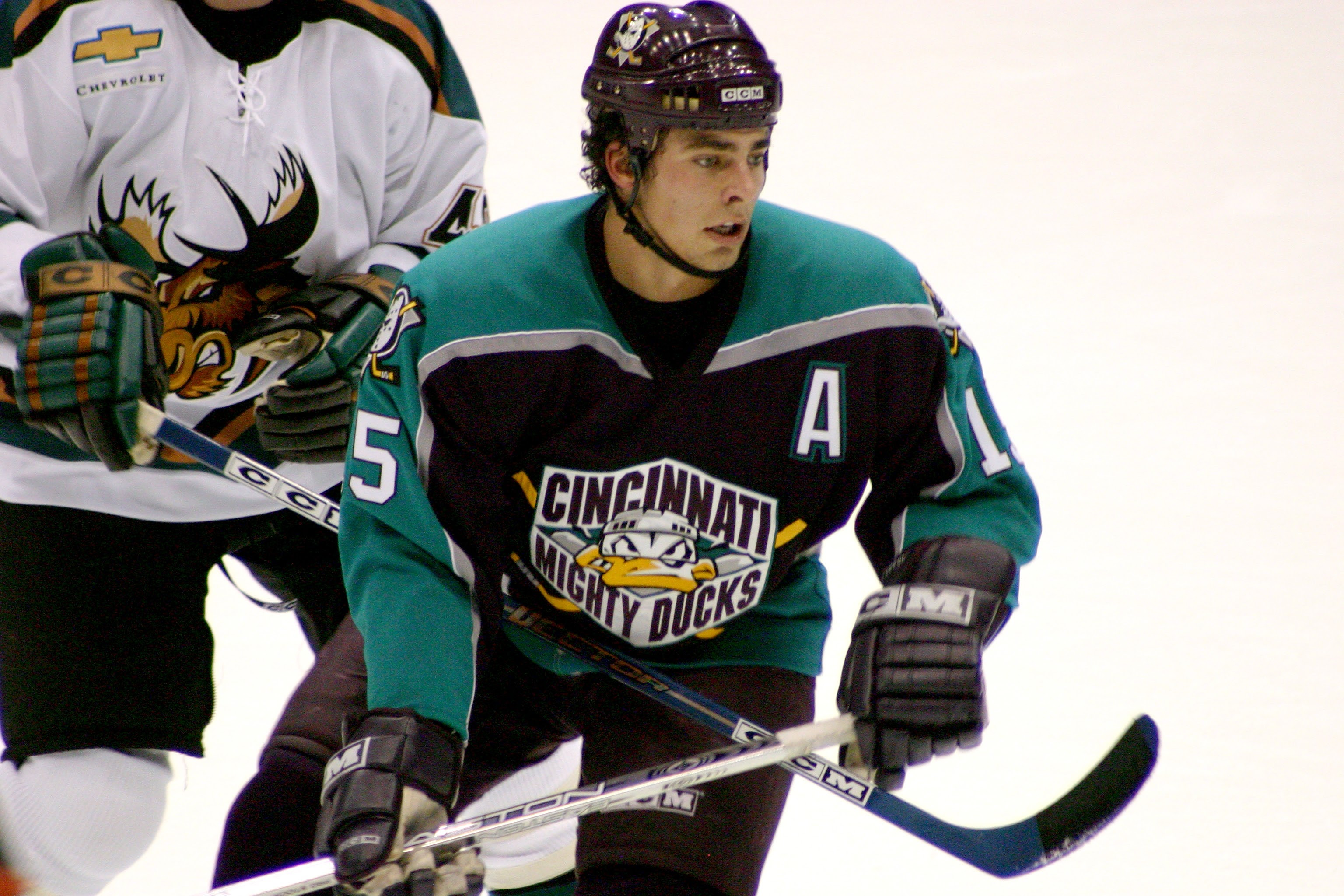
Joffrey Lupul avec le maillot des Mighty Ducks de Cincinnati en 2004.

Les franchises de la Ligue nationale de hockey ayant un effectif limité par convention, elles sont « affiliées » chaque saison à une ou plusieurs équipes de ligues moins importantes. Ceci leur permet de recruter de jeunes joueurs lors des repêchages annuels tout en leur permettant de continuer leur développement sans les lancer trop tôt dans le « grand bain ». De plus, ces équipes affiliées (aussi nommées clubs-écoles ou farm team en anglais) constituent une réserve de talents pour les franchises de la LNH qui font appel à eux au gré des blessures et/ou méformes des joueurs de l’effectif de départ. À l’exception de quelques équipes propriétaires elles-mêmes de leur club-école, les affiliations sont conclues par une entente contractuelle et ne sont donc pas figées dans le temps. Depuis ses débuts, les Ducks a été affilié aux équipes suivantes :
- 1993 à 1995 - Gulls de San Diego (LIH)
- 1995 à 1997 - Bandits de Baltimore (LAH)
- 1997 à 2005 - Mighty Ducks de Cincinnati (LAH)
- 2005 à 2008 - Pirates de Portland (LAH)
- 2008 à 2009 - Chops de l’Iowa (LAH)
- 2009 à 2010 - Rampage de San Antonio (LAH)
- 2010 à 2012 - Crunch de Syracuse (LAH)
- 2012 à 2015 - Admirals de Norfolk (LAH)
- depuis 2015 - Gulls de San Diego (LAH)

### Affiliations secondaires
En plus de ces équipes, les franchises de la LNH possèdent une ou des affiliations dites « secondaires » avec des équipes évoluant dans des ligues mineures. Ces équipes, sont généralement utilisées comme réservoir pour les équipes précédentes en cas d’absence de joueurs blessés ou partis évoluer avec une équipe de la LNH. Au cours de son histoire, les Ducks a eu les affiliations secondaires suivantes :
- 1993 à 1995 - Monarchs de Greensboro (ECHL)
- 1995 à 1996 - IceCaps de Raleigh (ECHL)
- 1997 à 1998 - Chill de Columbus (ECHL)
- 1998 à 1999 - Blizzard de Huntington (ECHL)
- 2004 à 2005 - Gulls de San Diego (ECHL)
- 2006 à 2008 - Lynx d’Augusta (ECHL)
- 2008 à 2010 - Condors de Bakersfield (ECHL)
- 2010 à 2013 - Jackals d'Elmira (ECHL)
- 2013 à 2018 - Grizzlies de l'Utah (ECHL)
- depuis 2020 - Oilers de Tulsa (ECHL)

## Les patinoires des Ducks

### Le Honda Center

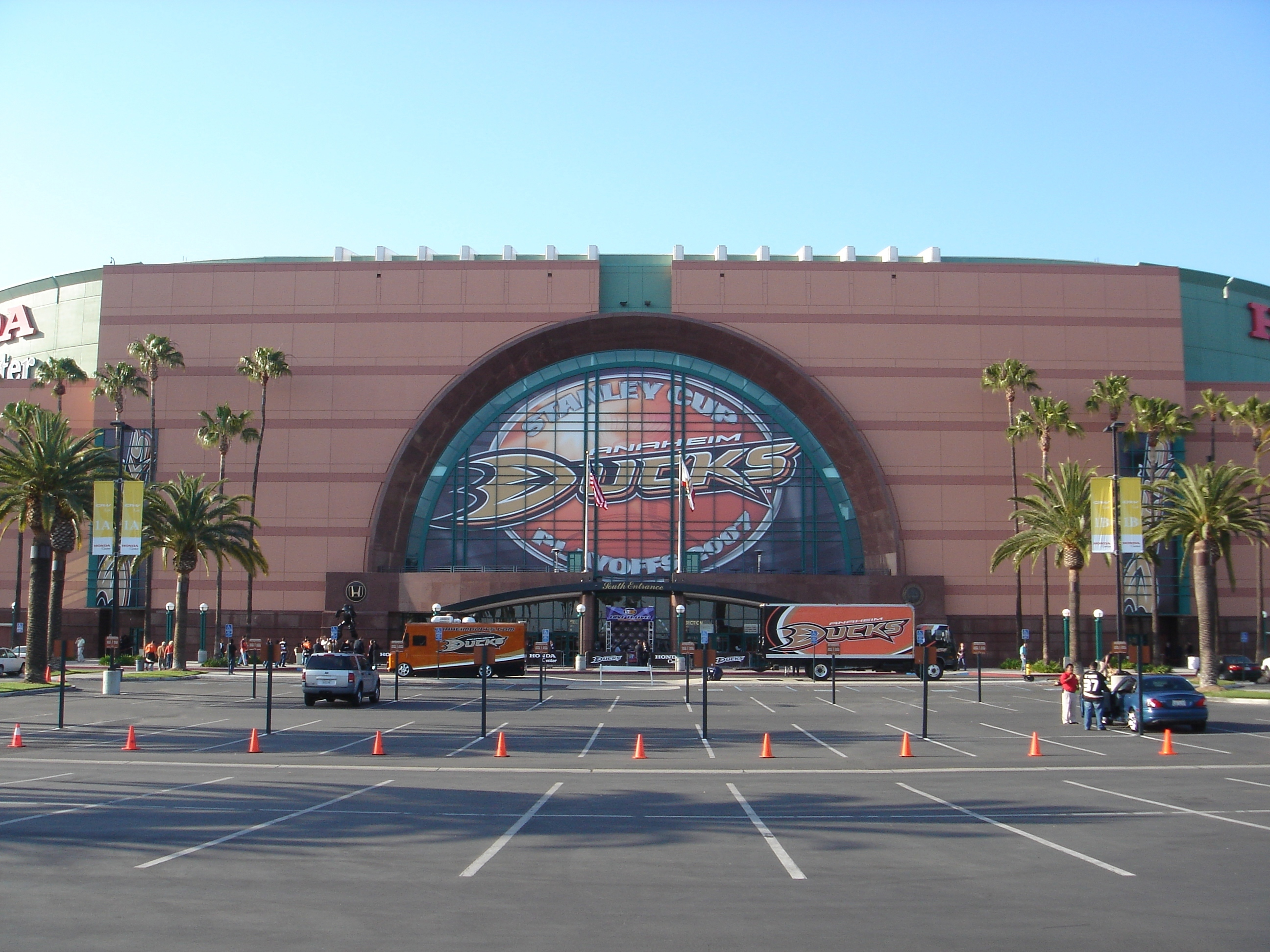
L'extérieur du Honda Center.

Originellement nommée la Anaheim Arena, la salle a été ouverte le 19 juin 1993 et a accueilli comme premier évènement un concert de Barry Manilow. Peu après, la patinoire a été renommée Arrowhead Pond of Anaheim à la suite de la signature d’un contrat avec la firme Arrowhead Water.
D’une capacité de 17 174 places, l’arène est également configurée pour accueillir des matchs de basket-ball (les Clippers de Los Angeles y ont occasionnellement évolué entre 1994 et 1999) et des concerts.
Le 3 octobre 2006, Honda est devenu le sponsor principal et la salle a été renommée Honda Center. 

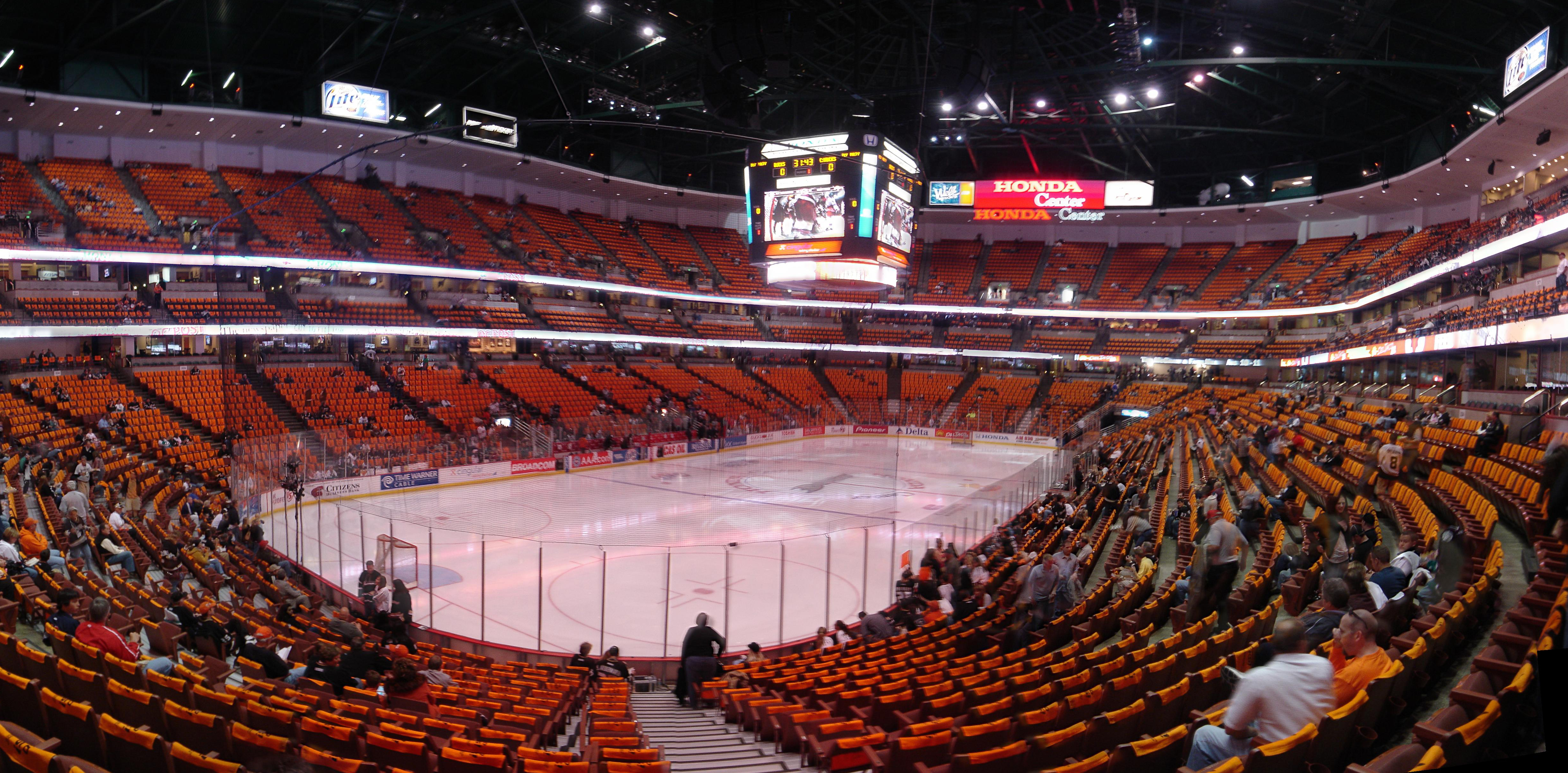
L’intérieur du Honda Center

### Anaheim Ice

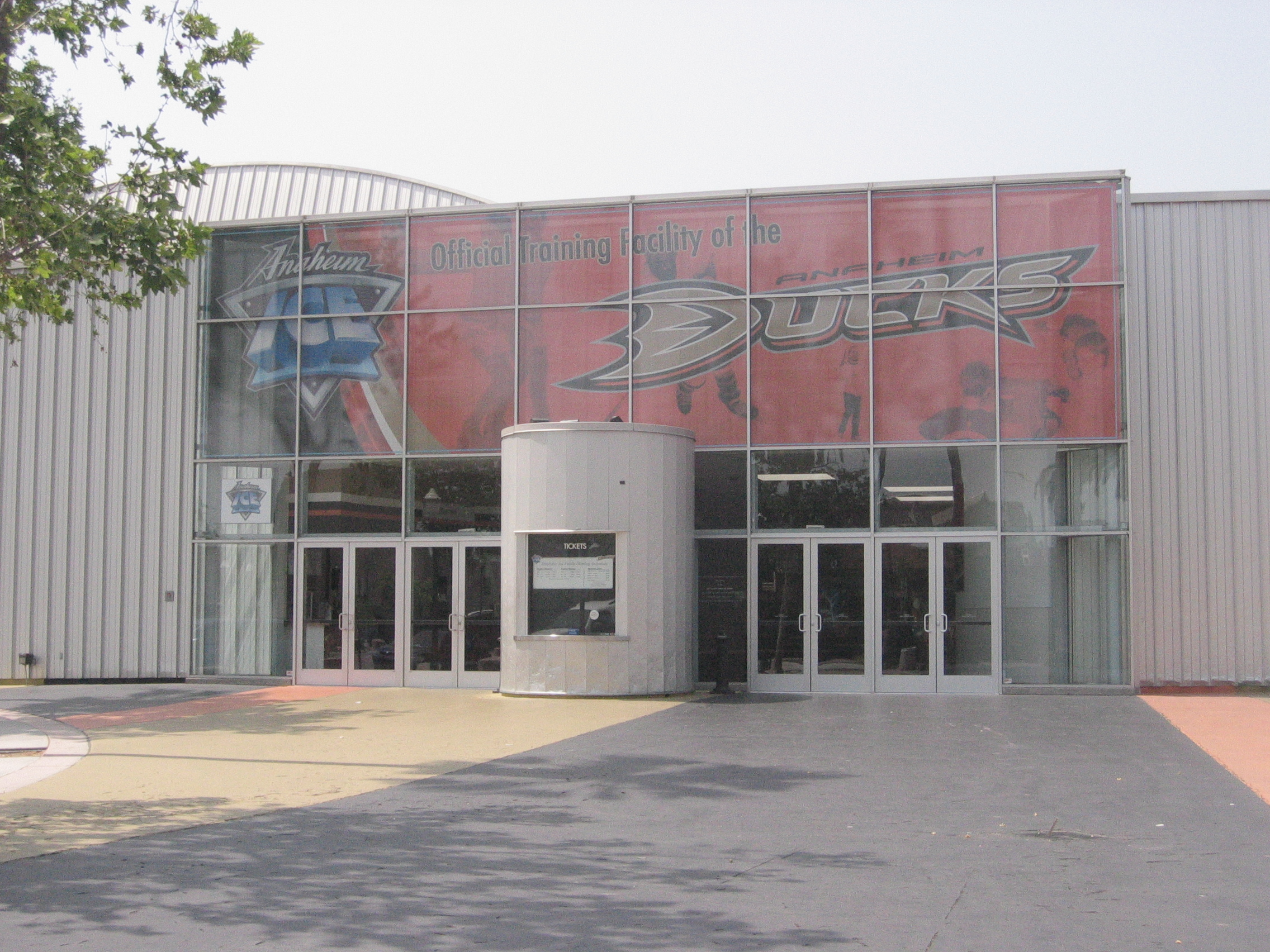
L’Anaheim Ice.

Réalisée par l’architecte Frank Gehry et d’abord nommée Disney Ice, cette patinoire accueille depuis 1995 les entraînements des Ducks ainsi que des rencontres de ligues junior américaines. Elle est actuellement occupée par l’équipe de hockey sur glace des Trojans de l’université du Sud de la Californie.
Elle a été nommée Anaheim Ice lors du rachat de la franchise par Henry Samueli en 2005.

## Les Ducks et leurs fans

### La mascotte
La mascotte officielle des Ducks d’Anaheim est un canard anthropomorphique nommé Wild Wing, qui a fait son apparition en même temps que les Mighty Ducks, en 1993. Son nom a été déterminé à la suite d'un vote impliquant les fans de la franchise californienne.

### Les Ducks dans la vie sportive d’Anaheim
Bien que la Californie ne possède pas de tradition hockeyistique, les Mighty Ducks d’Anaheim ont presque rempli à 100 % le Arrowhead Pond of Anaheim lors de leurs quatre premières saisons. La concurrence avec les autres sports est néanmoins très présente en Californie, avec la présence des équipes de basket-ball angelenos (Clippers et Lakers), ou encore de l’équipe de baseball des Angels d'Anaheim. Jusqu’en 2002, l’affluence des Mighty Ducks n’a ainsi cessé de baisser, atteignant même 67 % cette année-là. Ces chiffres ont à nouveau augmenté dès la saison 2002-2003 de la LNH, coïncidant avec la première finale de la Coupe Stanley de l’histoire de la franchise. Depuis, l’équipe a conservé un bon taux de remplissage, qui a même atteint les 100 % la saison suivant le premier titre des Ducks en 2007.
Le tableau ci-dessous présente en chiffres le remplissage du Honda Center depuis 1993 :
| Saison    | Total sur la saison | Moyenne par match | Taux de remplissage |
| --------- | ------------------- | ----------------- | ------------------- |
| 2019-2020 | 570 490             | 15 846            | 92,3 %              |
| 2018-2019 | 689 385             | 16 814            | 97,9 %              |
| 2017-2018 | 682 060             | 16 635            | 96,9 %              |
| 2016-2017 | 653 632             | 15 942            | 92,8 %              |
| 2015-2016 | 669 805             | 16 337            | 95,1 %              |
| 2014-2015 | 691 835             | 16 874            | 98,3 %              |
| 2013-2014 | 675 248             | 16 469            | 95,9 %              |
| 2012-2013 | 381 308             | 15 888            | 92,5 %              |
| 2011-2012 | 605 171             | 14 760            | 86,4 %              |
| 2010-2011 | 604 283             | 14 738            | 85,8 %              |
| 2009-2010 | 621 903             | 15 168            | 88,3 %              |
| 2008-2009 | 696 590             | 16 990            | 99 %                |
| 2007-2008 | 704 913             | 17 193            | 100 %               |
| 2006-2007 | 670 883             | 16 363            | 95,3 %              |
| 2005-2006 | 619 346             | 15 106            | 88 %                |
| 2004-2005 | Saison annulée      | Saison annulée    | Saison annulée      |
| 2003-2004 | 614 508             | 14 988            | 85,3 %              |
| 2002-2003 | 573 508             | 13 988            | 81,4 %              |
| 2001-2002 | 477 486             | 11 646            | 67,8 %              |
| 2000-2001 | 553 992             | 13 512            | 78,7 %              |
| 1999-2000 | 592 901             | 14 461            | 84,2 %              |
| 1998-1999 | 632 160             | 15 804            | 92 %                |
| 1997-1998 | 693 228             | 16 908            | 98,5 %              |
| 1996-1997 | 696 057             | 16 977            | 98,9 %              |
| 1995-1996 | 703 355             | 17 155            | 99,9 %              |
| 1994-1995 | 412 176             | 17 174            | 100 %               |
| 1993-1994 | 694 458             | 16 938            | 98,6 %              |

## Personnalités

### Joueurs

#### Joueurs actuels
| No    | Nom                | Nat. | Position      | Arrivée                       | Salaire        |
| ----- | ------------------ | ---- | ------------- | ----------------------------- | -------------- |
| +001, | Lukáš Dostál       |      | Gardien       | 2018 - Repêchage              | +00812 500, $  |
| +036, | John Gibson        |      | Gardien       | 2011 - Repêchage              | +06 400 000, $ |
| +006, | Brian Dumoulin     |      | Défenseur     | 2024 - Kraken de Seattle      | +03 150 000, $ |
| +007, | Radko Gudas – C    |      | Défenseur     | 2023 - Agent libre            | +04 000 000, $ |
| +043, | Drew Helleson      |      | Défenseur     | 2022 - Avalanche du Colorado  | +00746 790, $  |
| +002, | Jackson LaCombe    |      | Défenseur     | 2019 - Repêchage              | +00925 000, $  |
| +034, | Pavel Mintioukov   |      | Défenseur     | 2022 - Repêchage              | +00918 333, $  |
| +065, | Jacob Trouba       |      | Défenseur     | 2024 - Rangers de New York    | +08 000 000, $ |
| +051, | Olen Zellweger     |      | Défenseur     | 2021 - Repêchage              | +00844 167, $  |
| +091, | Leo Carlsson       |      | Centre        | 2023 - Repêchage              | +00950 000, $  |
| +013, | Robby Fabbri       |      | Centre        | 2024 - Red Wings de Détroit   | +04 000 000, $ |
| +061, | Cutter Gauthier    |      | Ailier gauche | 2024 - Flyers de Philadelphie | +00950 000, $  |
| +038, | Jansen Harkins     |      | Centre        | 2024 - Agent libre            | +00639 912, $  |
| +044, | Ross Johnston      |      | Ailier gauche | 2023 - Ballotage              | +01 100 000, $ |
| +017, | Alex Killorn       |      | Ailier gauche | 2023 - Agent libre            | +06 250 000, $ |
| +020, | Brett Leason       |      | Ailier droit  | 2022 - Ballotage              | +01 050 000, $ |
| +021, | Isac Lunderström   |      | Centre        | 2018 - Repêchage              | +01 500 000, $ |
| +026, | Brock McGinn       |      | Ailier gauche | 2023 - Penguins de Pittsburgh | +02 750 000, $ |
| +023, | Mason McTavish – A |      | Centre        | 2021 - Repêchage              | +00894 167, $  |
| +016, | Ryan Strome        |      | Centre        | 2022 - Agent libre            | +05 000 000, $ |
| +019, | Troy Terry – A     |      | Ailier droit  | 2015 - Repêchage              | +07 000 000, $ |
| +077, | Frank Vatrano      |      | Ailier droit  | 2022 - Agent libre            | +03 650 000, $ |
| +011, | Trevor Zegras      |      | Centre        | 2019 - Repêchage              | +05 750 000, $ |

#### Joueurs du passé

##### Au temple de la renommée

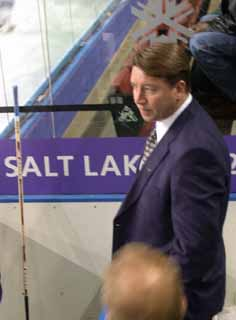
Jari Kurri.

Cette section présente les joueurs importants dans l’histoire des Ducks qui ont acquis une des plus belles récompenses dans la LNH, l’accès au Temple de la renommée du hockey.
| nom               | Nat                    | Position | Années d'activité      | Année d'introduction |
| ----------------- | ---------------------- | -------- | ---------------------- | -------------------- |
| Sergueï Fiodorov  | Drapeau de la Russie   | C        | 2003-2005              | 2015                 |
| Paul Kariya       | Drapeau du Canada      | AG       | 1994-2003              | 2017                 |
| Jari Kurri        | Drapeau de la Finlande | AG       | 1996-1997              | 2001                 |
| Scott Niedermayer | Drapeau du Canada      | D        | 2005-2010              | 2013                 |
| Adam Oates        | Drapeau du Canada      | C        | 2002-2003              | 2012                 |
| Chris Pronger     | Drapeau du Canada      | D        | 2006-2009              | 2015                 |
| Teemu Selänne     | Drapeau de la Finlande | AD       | 1996-2001 et 2005-2014 | 2017                 |

##### Numéros retirés
Dans la Ligue nationale de hockey, les joueurs peuvent être honorés de plusieurs manières, l’une d’entre elles étant interne à l’équipe. Ainsi, il est de tradition, d’honorer un ancien joueur de l’effectif en décidant de retirer son numéro. Aucun autre joueur ne pourra alors porter le numéro en question et une réplique de son maillot est alors accrochée au plafond de la patinoire.
En 1999, la LNH a décidé de retirer le numéro 99 de Wayne Gretzky pour toutes les franchises de la ligue, en raison de l’impact qu’il aura eu sur le monde du hockey. Bien qu’il n’ait jamais porté les couleurs des Ducks, il a été le premier joueur à voir son numéro être retiré par la franchise. Le 11 janvier 2015, Teemu Selänne est devenu le 2e joueur à voir son numéro être retiré par l'équipe après Gretzky.
| No  | Joueur            | Position      | Carrière  | Date du retrait |
| --- | ----------------- | ------------- | --------- | --------------- |
| 8   | Teemu Selänne     | Ailier droit  | 1989-2014 | 11 janvier 2015 |
| 9   | Paul Kariya       | Ailier gauche | 1993-2010 | 21 octobre 2018 |
| 27  | Scott Niedermayer | Défenseur     | 1991-2010 | 17 février 2019 |
| 99* | Wayne Gretzky     | Centre        | 1978-1999 | 6 février 2000  |

* Numéro retiré pour toutes les équipes par la LNH lors du 50e Match des étoiles.

#### Capitaines
Voici la liste des capitaines des Ducks d’Anaheim :
| Période     | Nom du ou des joueurs |
| ----------- | --------------------- |
| 1993-1994   | Troy Loney            |
| 1994 à 1996 | Randy Ladouceur       |
| 1996 à 2003 | Paul Kariya           |
| 1997        | Teemu Selänne         |
| 2003 à 2005 | Steve Rucchin         |
| 2005 à 2007 | Scott Niedermayer     |
| 2007-2008   | Chris Pronger         |
| 2008 à 2010 | Scott Niedermayer     |
| 2010 à 2022 | Ryan Getzlaf          |
| depuis 2024 | Radko Gudas           |

#### Repêchages
Cette section présente par année le choix de premier tour de repêchage de l’équipe d’Anaheim ainsi que l’équipe mineure dans laquelle ce joueur évoluait la saison précédant le repêchage.
| Année | Nom du joueur                   | Rang    | Équipe mineure (ligue)                                   |
| ----- | ------------------------------- | ------- | -------------------------------------------------------- |
| 1993  | Paul Kariya                     | 4e      | Université du Maine (NCAA)                               |
| 1994  | Oleg Tverdovski                 | 2e      | Krylia Sovetov (Superliga)                               |
| 1995  | Chad Kilger                     | 4e      | Frontenacs de Kingston (LHO)                             |
| 1996  | Rouslan Saleï                   | 9e      | Thunder de Las Vegas (LIH)                               |
| 1997  | Michael Holmqvist               | 18e     | Djurgårdens IF (Elitserien)                              |
| 1998  | Vitali Vichnevski               | 5e      | Lokomotiv Iaroslavl (Superliga)                          |
| 1999  | Aucun                           | Aucun   | Aucun                                                    |
| 2000  | Alekseï Smirnov                 | 12e     | HK Dinamo Moscou (Superliga)                             |
| 2001  | Stanislav Tchistov              | 5e      | Avangard Omsk (Superliga)                                |
| 2002  | Joffrey Lupul                   | 7e      | Tigers de Medicine Hat (LHOu)                            |
| 2003  | Ryan Getzlaf Corey Perry        | 19e 28e | Hitmen de Calgary (LHOu) Knights de London (LHO)         |
| 2004  | Ladislav Šmíd                   | 9e      | HC Bílí Tygři Liberec (Extraliga)                        |
| 2005  | Bobby Ryan                      | 2e      | Attack d'Owen Sound (LHO)                                |
| 2006  | Mark Mitera                     | 19e     | Université du Michigan (NCAA)                            |
| 2007  | Logan MacMillan                 | 19e     | Mooseheads d'Halifax (LHJMQ)                             |
| 2008  | Jake Gardiner                   | 17e     | Minnetonka H.S. (Minn.)                                  |
| 2009  | Peter Holland Kyle Palmieri     | 15e 26e | Storm de Guelph (LHO) université Notre-Dame (CCHA)       |
| 2010  | Cam Fowler Emerson Etem         | 12e 29e | Spitfires de Windsor (LHO) Tigers de Medicine Hat (LHOu) |
| 2011  | Rickard Rakell                  | 30e     | Whalers de Plymouth (LHO)                                |
| 2012  | Hampus Lindholm                 | 6e      | Rögle BK (Allsvenskan)                                   |
| 2013  | Shea Theodore                   | 26e     | Thunderbirds de Seattle (LHOu)                           |
| 2014  | Nick Ritchie                    | 10e     | Petes de Peterborough (LHO)                              |
| 2015  | Jacob Larsson                   | 27e     | Frölunda (SHL)                                           |
| 2016  | Max Jones Sam Steel             | 24e 30e | Knights de London (LHO) Pats de Regina (LHOu)            |
| 2017  | Aucun                           | Aucun   | Aucun                                                    |
| 2018  | Isac Lundeström                 | 23e     | Luleå (SHL)                                              |
| 2019  | Trevor Zegras Brayden Tracey    | 9e 29e  | USNTDP U18 (USHL) Warriors de Moose Jaw (LHOu)           |
| 2020  | Jamie Drysdale Jacob Perreault  | 6e 27e  | Otters d'Érié (LHO) Sting de Sarnia (LHO)                |
| 2021  | Mason McTavish                  | 3e      | Petes de Peterborough (LHO)                              |
| 2022  | Pavel Mintioukov Nathan Gaucher | 10e 22e | Spirit de Saginaw (LHO) Remparts de Québec (LHJMQ)       |
| 2023  | Leo Carlsson                    | 2e      | Örebro HK (SHL)                                          |
| 2024  | Beckett Sennecke                | 3e      | Generals d'Oshawa (LHO)                                  |

#### Meilleurs pointeurs
Cette section présente les statistiques des dix meilleurs pointeurs de l’histoire des Ducks. Les points comptabilisés ne concernent que ceux inscrits sous le maillot d’Anaheim.(En date du 6 février 2013).
| Joueur            | PJ  | B   | A   | Pts |
| ----------------- | --- | --- | --- | --- |
| Teemu Selänne     | 865 | 439 | 508 | 947 |
| Ryan Getzlaf      | 917 | 247 | 628 | 875 |
| Corey Perry       | 957 | 366 | 400 | 766 |
| Paul Kariya       | 606 | 300 | 369 | 669 |
| Steve Rucchin     | 616 | 153 | 279 | 432 |
| Bobby Ryan        | 378 | 147 | 142 | 289 |
| Scott Niedermayer | 371 | 60  | 204 | 264 |
| Andy McDonald     | 358 | 92  | 167 | 259 |
| Matt Cullen       | 427 | 65  | 135 | 200 |
| Chris Kunitz      | 313 | 81  | 111 | 192 |

En séries éliminatoires :
| Joueur            | PJ | B  | A  | Pts |
| ----------------- | -- | -- | -- | --- |
| Teemu Selänne     | 77 | 32 | 28 | 60  |
| Ryan Getzlaf      | 62 | 18 | 35 | 53  |
| Corey Perry       | 54 | 18 | 25 | 43  |
| Scott Niedermayer | 56 | 8  | 26 | 34  |
| Chris Pronger     | 38 | 7  | 23 | 30  |
| Paul Kariya       | 35 | 14 | 15 | 29  |
| Rob Niedermayer   | 73 | 9  | 18 | 27  |
| Andy McDonald     | 37 | 12 | 11 | 23  |
| Samuel Påhlsson   | 64 | 7  | 16 | 23  |
| Todd Marchant     | 52 | 6  | 15 | 21  |

Les records de l’équipe pour une seule saison sont listés ci-dessous :
- Saison régulière
  - Nombres de buts : Teemu Selänne avec 52 réalisations en 1997-98.
  - Nombres de passes décisives : Ryan Getzlaf avec 66 réalisations en 2008-09.
  - Nombre de points : Teemu Selänne avec 109 points en 1996-97. Pour les défenseurs, Scott Niedermayer détient le record avec 69 points en 2006-07.
  - Nombre de pénalités : Todd Ewen a été en prison 285 minutes en 1995-96.
  - Nombre de victoires : Jean-Sébastien Giguère a joué 36 matchs victorieux en 2006-07.
- Séries éliminatoires
  - Nombre de buts : Andy McDonald avec 10 buts en 2007.
  - Nombre de passes décisives : Ryan Getzlaf avec 14 passes en 2009.
  - Nombre de points : Ryan Getzlaf avec 18 points en 2009. Chris Pronger détient le record pour ces statistiques pour un défenseur avec 3 buts, 12 aides soit un total de 15 points en 2007.
  - Nombre d’arrêts : Jean-Sébastien Giguère a stoppé 659 tirs dans les séries de 2003.
  - Nombre de victoires: Jean-Sébastien Giguère en 2003, avec 15.

## Dirigeants

### Entraîneurs-chefs

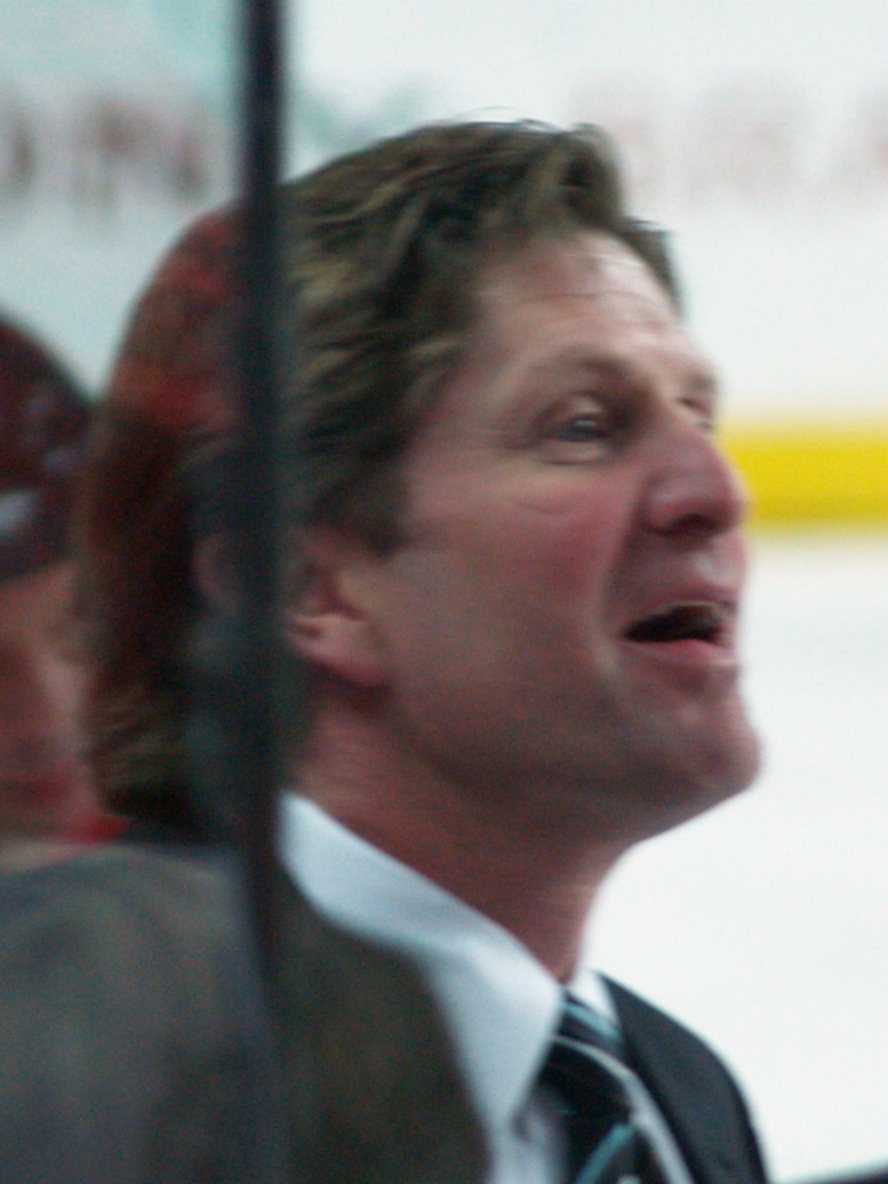
Michael Babcock, entraîneur finaliste de la Coupe Stanley en 2003.

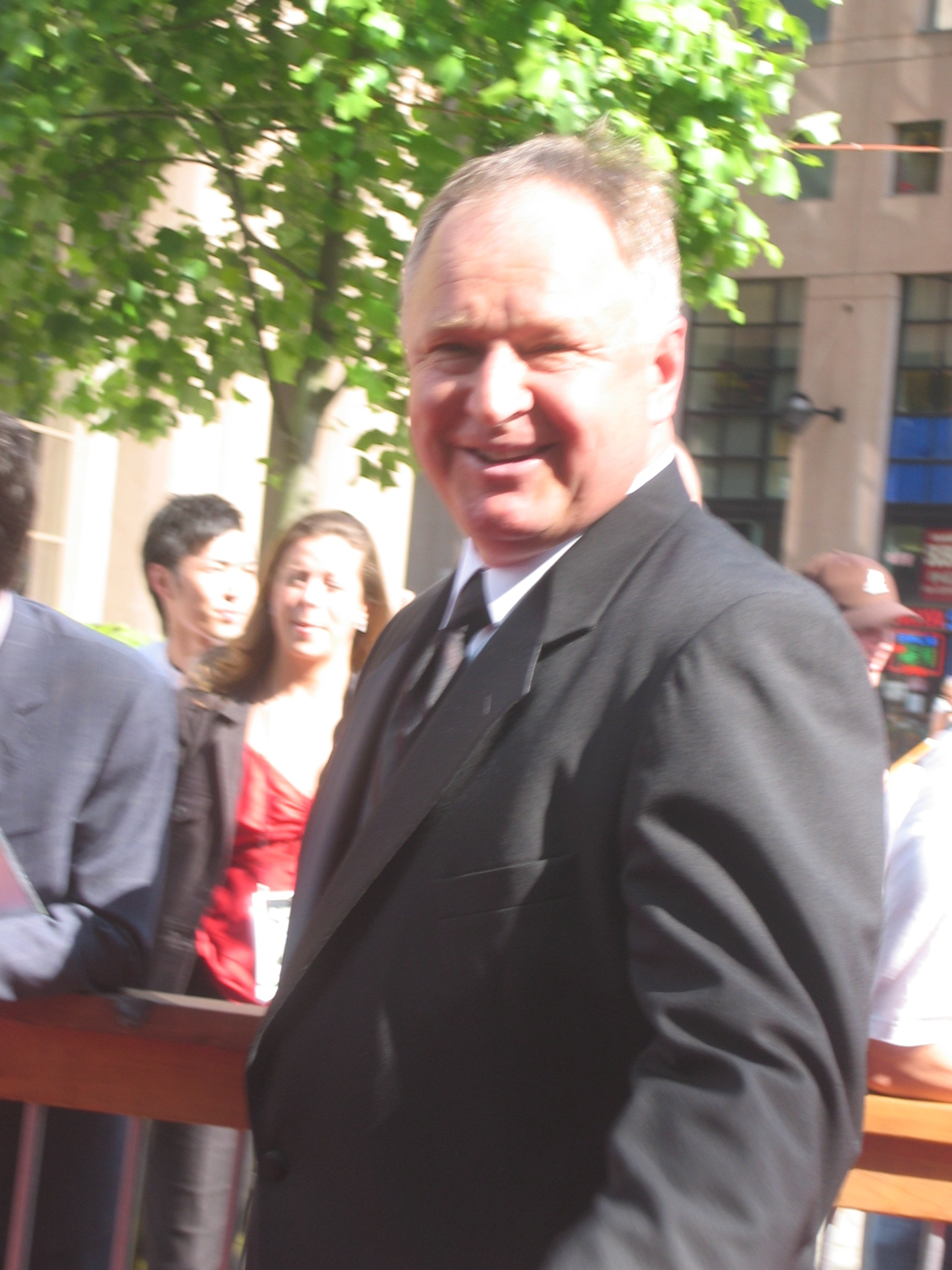
Randolph Carlyle, entraîneur champion de la Coupe Stanley en 2007.

Les Ducks d'Anaheim ont eu neuf entraîneurs différents depuis leur première saison.
Ronald Wilson est devenu en 1993 le premier entraîneur de la franchise. Après des débuts hésitants qui ont vu l’équipe souvent occuper les dernières positions du classement, il réussit lors de la saison 1996-1997 de la LNH à qualifier pour la première fois les Ducks pour les séries éliminatoires. À cette occasion, l’équipe élimine tout d’abord les Coyotes de Phoenix en 7 matchs avant de perdre face aux Red Wings de Détroit au tour suivant. Ronald Wilson s’engage dans la foulée en faveur des Capitals de Washington, obligeant les Ducks à nommer un nouvel entraîneur en la personne de Pierre Pagé.
Après une saison catastrophique durant laquelle Anaheim ne remporte que 26 matchs, Pierre Pagé est remplacé par Craig Hartsburg, qui atteint les séries, en 1999, où les Ducks ne remportent cependant aucun match.
Guy Charron assure un court intérim sur le banc de la franchise avant de laisser sa place à l’expérimenté Bryan Murray, qui abandonne finalement son poste à la fin de la saison 2001-2002 de la LNH pour reprendre la direction générale du club. Il nomme alors Michael Babcock pour le remplacer au poste d’entraîneur. Ce dernier atteint dès sa première saison la finale de la Coupe Stanley, lors de laquelle les Ducks s’inclinent seulement au septième match face aux Devils du New Jersey. L’équipe déçoit lors de la saison suivante, et ne réussit pas à atteindre les séries. Après l’annulation de la saison 2004-2005 de la LNH, Michael Babcock rejoint les Red Wings de Détroit. Il est alors le premier entraîneur à quitter la franchise avec un bilan positif (84 victoires pour 68 défaites).
Randolph Carlyle est ainsi nommé pour lui succéder. Sa première saison est un succès puisque la franchise californienne atteint la finale de l'Association de l'Ouest. Lors de la saison 2006-2007 de la LNH, il récolte 110 points et bat ainsi le record de la franchise. Il remporte dans la foulée la première Coupe Stanley de l’histoire des Ducks.
| No | Nom                        | Engagement       | Départ           | Saison régulière | Saison régulière | Saison régulière | Saison régulière | Saison régulière | Saison régulière | Saison régulière | Séries éliminatoires | Séries éliminatoires | Séries éliminatoires | Séries éliminatoires | Remarques                       |
| No | Nom                        | Engagement       | Départ           | PJ               | V                | D                | N                | DP               | P                | % V              | PJ                   | V                    | D                    | % V                  | Remarques                       |
| -- | -------------------------- | ---------------- | ---------------- | ---------------- | ---------------- | ---------------- | ---------------- | ---------------- | ---------------- | ---------------- | -------------------- | -------------------- | -------------------- | -------------------- | ------------------------------- |
| 1  | Ronald Wilson              | 30 juin 1993     | 20 mai 1997      | 296              | 120              | 145              | 31               | -                | 271              | 45,8             | 11                   | 4                    | 7                    | 36,4                 |                                 |
| 2  | Pierre Pagé                | 8 août 1997      | 15 juin 1998     | 82               | 26               | 43               | 13               | -                | 65               | 39,6             | -                    | -                    | -                    |                      |                                 |
| 3  | Craig Hartsburg            | 21 juillet 1998  | 14 décembre 2000 | 197              | 80               | 82               | 29               | 6                | 195              | 49,5             | 4                    | 0                    | 4                    | 0,0                  |                                 |
| 4  | Guy Charron                | 14 décembre 2000 | 9 avril 2001     | 49               | 14               | 26               | 7                | 2                | 37               | 37,8             | -                    | -                    | -                    | -                    |                                 |
| 5  | Bryan Murray               | 26 mai 2001      | mai 2002         | 82               | 29               | 42               | 8                | 3                | 69               | 42,1             | -                    | -                    | -                    | -                    |                                 |
| 6  | Michael Babcock            | 22 mai 2002      | 15 juin 2005     | 164              | 69               | 62               | 19               | 14               | 171              | 52,1             | 21                   | 15                   | 6                    | 71,4                 | Finale de la Coupe Stanley 2003 |
| 7  | Randolph Carlyle           | 1er août 2005    | 30 novembre 2011 | 516              | 273              | 182              | -                | 61               | 607              | 52,9             | 62                   | 36                   | 26                   | 58,1                 | Coupe Stanley 2007              |
| 8  | Bruce Boudreau             | 30 novembre 2011 | 29 avril 2016    | 352              | 208              | 104              | -                | 40               | 456              | 64,8             | 43                   | 24                   | 19                   | 55,8                 |                                 |
| 9  | Randolph Carlyle           | 14 juin 2016     | 10 février 2019  | 220              | 111              | 74               | -                | 35               | 257              | 50,4             | 21                   | 10                   | 11                   | 47,6                 |                                 |
| -  | Robert Murray (ad interim) | 10 février 2019  | 5 avril 2019     | 26               | 14               | 11               | -                | 1                | 29               | 55,8             | -                    | -                    | -                    | -                    |                                 |
| 10 | Dallas Eakins              | 17 juin 2019     | 14 avril 2023    | 291              | 100              | 147              | -                | 44               | 244              | 41,9             | -                    | -                    | -                    | -                    |                                 |
| 11 | Greg Cronin (en)           | 5 juin 2023      |                  |                  |                  |                  |                  |                  |                  |                  |                      |                      |                      |                      |                                 |

### Directeurs généraux
Voici la liste des directeurs généraux qui se sont succédé à la tête des Ducks :
| No | Nom                       | Engagement       | Départ           | Remarques                                |
| -- | ------------------------- | ---------------- | ---------------- | ---------------------------------------- |
| 1  | Jack Ferreira (en)        | 23 mars 1993     | 6 août 1998      |                                          |
| 2  | Pierre Gauthier           | 6 août 1998      | 19 avril 2002    |                                          |
| 3  | Bryan Murray              | 2 mai 2002       | 8 juin 2004      | Finale de la Coupe Stanley 2003          |
| 4  | Alvin Coates (en)         | 8 juin 2004      | 20 juin 2005     |                                          |
| 5  | Brian Burke               | 20 juin 2005     | 12 novembre 2008 | Coupe Stanley 2007                       |
| 6  | Robert Murray             | 12 novembre 2008 | 10 novembre 2021 | Directeur général de la saison 2013-2014 |
| *  | Jeff Solomon (ad interim) | 10 novembre 2021 | 3 février 2022   |                                          |
| 7  | Patrick Verbeek           | 3 février 2022   |                  |                                          |

## Prix et récompenses de la LNH
Coupe Stanley.
- 2007

Trophée Clarence-S.-Campbell.
En anglais, il se nomme le Clarence S.Campbell Bowl et est remis la première fois à la suite de l’expansion de la ligue en 1968 au champion de la division Ouest. Il récompense par la suite le champion de l'Association Clarence Campbell pour la saison régulière (1975-1981), puis le champion de l'Association Clarence Campbell mais cette fois pour les séries éliminatoires (1982-1993) et depuis, il récompense le champion de l'Association de l’Ouest pour les séries éliminatoires.
- 2003 - 2007

Trophée Bill-Masterton.
Cette récompense est remise au joueur ayant démontré le plus de qualité de persévérance et d’esprit d’équipe. Ce trophée rend hommage à Bill Masterton, un ancien joueur des North Stars du Minnesota qui est mort le 15 janvier 1968 lors d’un match de la LNH. Le gagnant est choisi par les journalistes.
- 2006- Teemu Selänne

Trophée Conn-Smythe.
Ce trophée récompense le joueur le plus utile des séries éliminatoires depuis la saison 1964-65. Le vote, réalisé par les journalistes, a lieu durant la deuxième période d’un match de la série finale de la Coupe Stanley. Si la série ne se termine pas à l’issue de ce match, les votes sont annulés et le vote recommence à la partie suivante. Le joueur gagnant n’est pas nécessairement dans l’équipe qui gagne la Coupe Stanley.
- 2003- Jean-Sébastien Giguère
- 2007- Scott Niedermayer

Trophée Hart. 
Ce trophée est décerné au meilleur joueur – autrement nommé « joueur jugé le plus utile à son équipe » au Québec ou encore Most Valuable Player en anglais – de la Ligue nationale de hockey en saison régulière.
- 2011- Corey Perry

Trophée Lady Byng.
Second trophée à être mis en place en 1925, ce trophée récompense le joueur avec le meilleur état d’esprit de la ligue. Il est également décerné par les journalistes et a été mis en place à l’initiative de la femme de Julian Byng, qui aimait avant tout le beau jeu et assistait à de nombreux matchs des Sénateurs d'Ottawa.
- 1996- Paul Kariya
- 1997- Paul Kariya

Trophée Maurice-Richard.
Le trophée est un don du club des Canadiens de Montréal à la Ligue nationale de hockey en 1999, afin de récompenser le joueur ayant marqué le plus de buts lors de chaque saison régulière.
- 1999- Teemu Selänne
- 2011- Corey Perry

Première équipe d'étoiles
- 1996- Paul Kariya
- 1997- Paul Kariya, Teemu Selänne
- 1999- Paul Kariya
- 2006- Scott Niedermayer
- 2007- Scott Niedermayer
- 2011- Corey Perry

Deuxième équipe d'étoiles
- 1998- Teemu Selänne
- 1999- Teemu Selänne
- 2000- Paul Kariya
- 2003- Paul Kariya
- 2007- Chris Pronger
- 2011- Ľubomír Višňovský

Équipe des recrues de la LNH
- 1995- Paul Kariya
- 2009- Bobby Ryan